# Сяолин

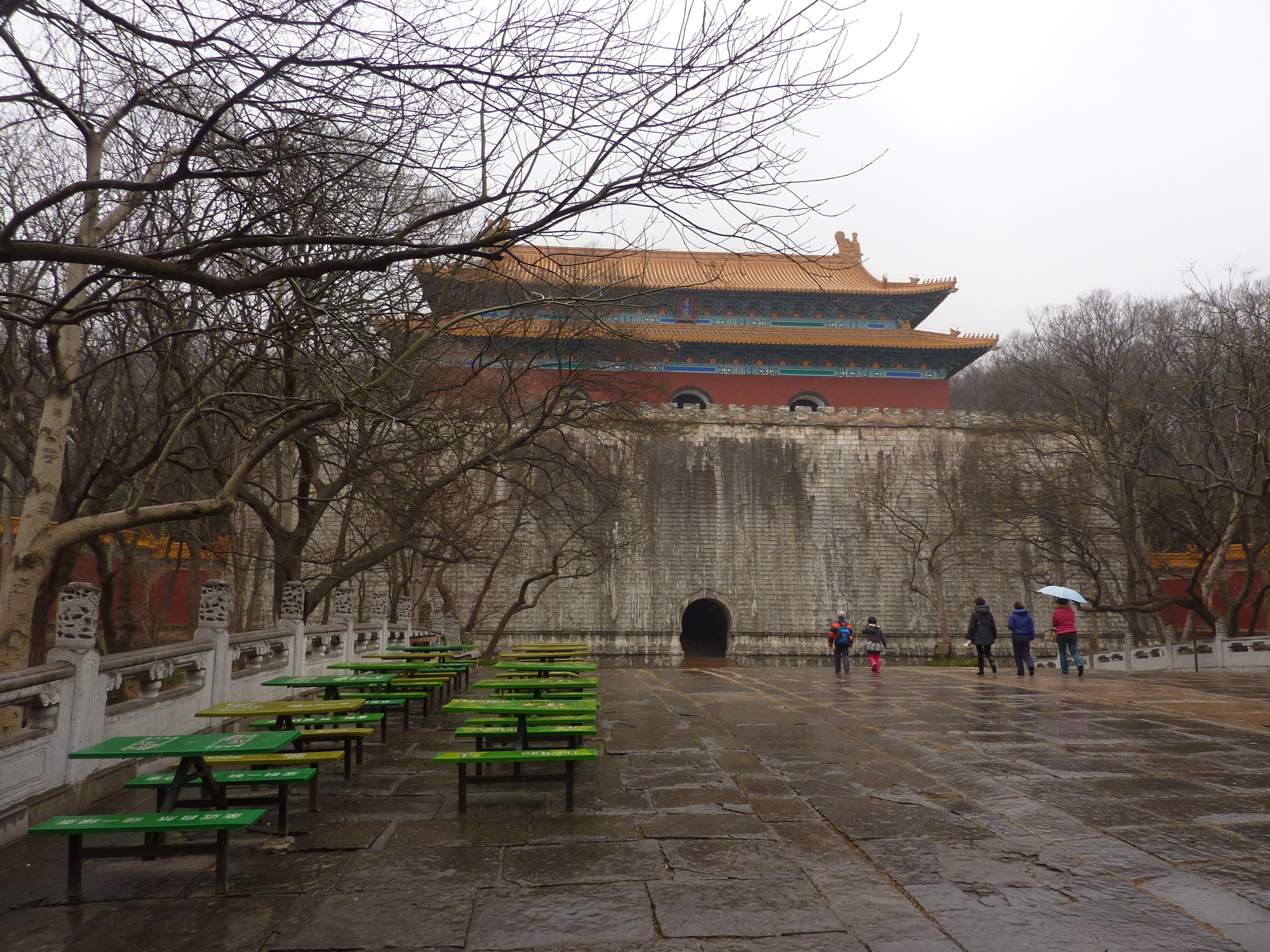
Мин Лоу, сооружение в переднем склоне Кургана Одинокого Дракона

Мавзолей Сяолин (кит. упр. 明孝陵, пиньинь Míng Xiàolíng, палл. Мин Сяолин, буквально: «Минская гробница почитания родителей») — мавзолей Чжу Юаньчжана (императора Хунъу), основателя империи Мин в Нанкине. Скульптурно-архитектурный комплекс конца XIV — начала XV веков, с отдельными более поздними дополнениями и изменениями. Один из компонентов памятника Всемирного наследия ЮНЕСКО «Гробницы императоров династий Мин и Цин», который также включает гробницы соратников Чжу Юаньчжана в Нанкине и более поздние минские и цинские императорские гробницы под Пекином, в Ляонине и Хубэе.

## Расположение

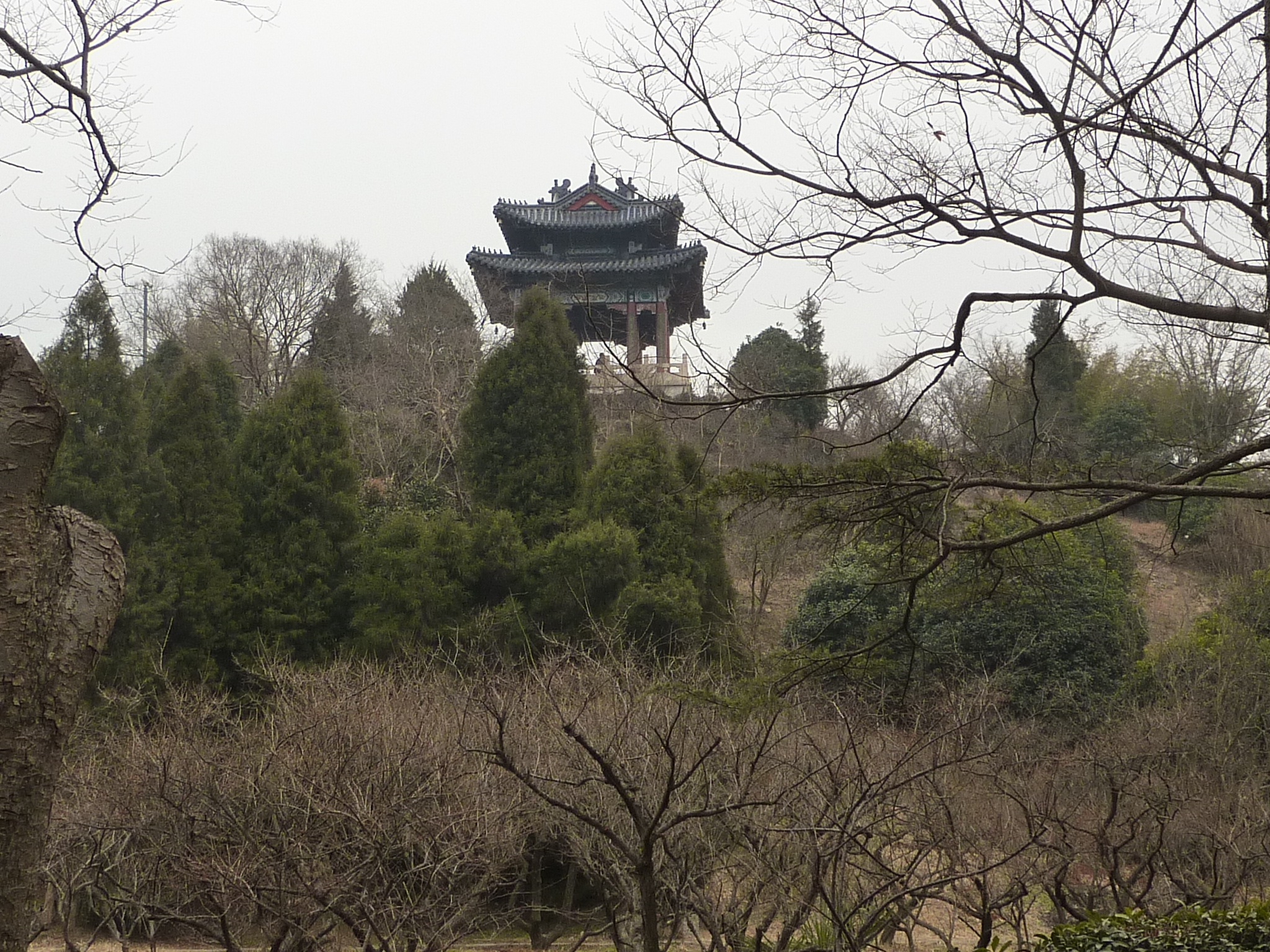
На территории комплекса Сяолин. («Беседка Братства», Боай Гэ, на кургане Мэйхуашань)

Большинство императорских мавзолеев в Китае — от мавзолея «первого императора» Цинь Шихуанди под Сианем до Восточных Цинских Гробниц (en) под Пекином — располагаются за десятки километров от столиц, где эти императоры правили. В отличие от них, Сяолин расположен практически рядом с (также построенной при Чжу Юаньчжане, и сохранившейся и по сей день) городской стеной Нанкина, в пределах 2-3 км от дворца (позднее почти полностью снесённого маньчжурами), где Чжу Юаньчжан обитал при жизни.
Мавзолейный комплекс Сяолин расположен на юго-западном склоне лесистой горы Цзыцзиньшань («Гора Пурпурного Золота»), примыкающей к востоку к историческому центру Нанкина, окруженному городской стеной, сооружённой при Чжу Юаньчжане. В настоящее время гора со всех сторон окружена Нанкином и его пригородами.
Охранная зона комплекса занимает 116 га.

## История

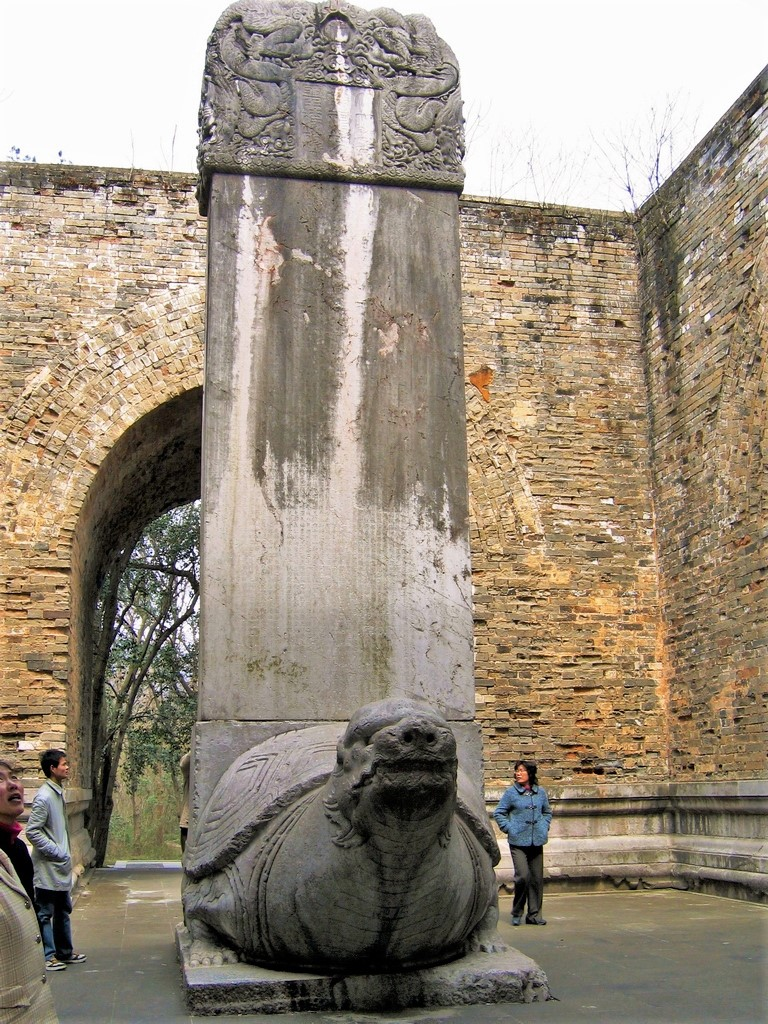
Стела императора Юнлэ в павильоне Сыфанчэн

Чжу Юаньчжан (1328—1398), выходец из деревенской бедноты, был одним из руководителей повстанческих отрядов во время развернувшейся в Китае в середине XIV века повстанческой борьбы против монгольского ига. В 1356 г. его отряды взяли Нанкин, одну из древних столиц Китая, где он и установил свою ставку. В начале 1368 г. Чжу Юаньчжан, который к этому времени смог теми или иными способами избавиться от своих соперников по анти-монгольской войне, провозгласил себя первым императором (император эры Хунъу) нового китайского государства — Империи Мин. Хотя к осени того же года его войска изгнали монголов из их столицы — Даду (современный Пекин), Нанкин остался столицей императора Хунъу на протяжении всего его царствия.
Став правителем Поднебесной, Чжу Юаньчжан озаботился и о вечности. Для своих родителей, умерших в бедности, он незамедлительно отстроил мавзолейный комплекс императорского типа Хуанлин (кит. упр. 皇陵, пиньинь Huánglíng, палл. Хуанлин, буквально: «Императорская гробница») в их родной деревне (ныне, уезд Фынъян провинции Аньхой). Позднее, ещё один мавзолей, Цзулин («Гробница предков») был возведён на родине более дальних предков императора (ныне уезд Сюйи провинции Цзянсу).

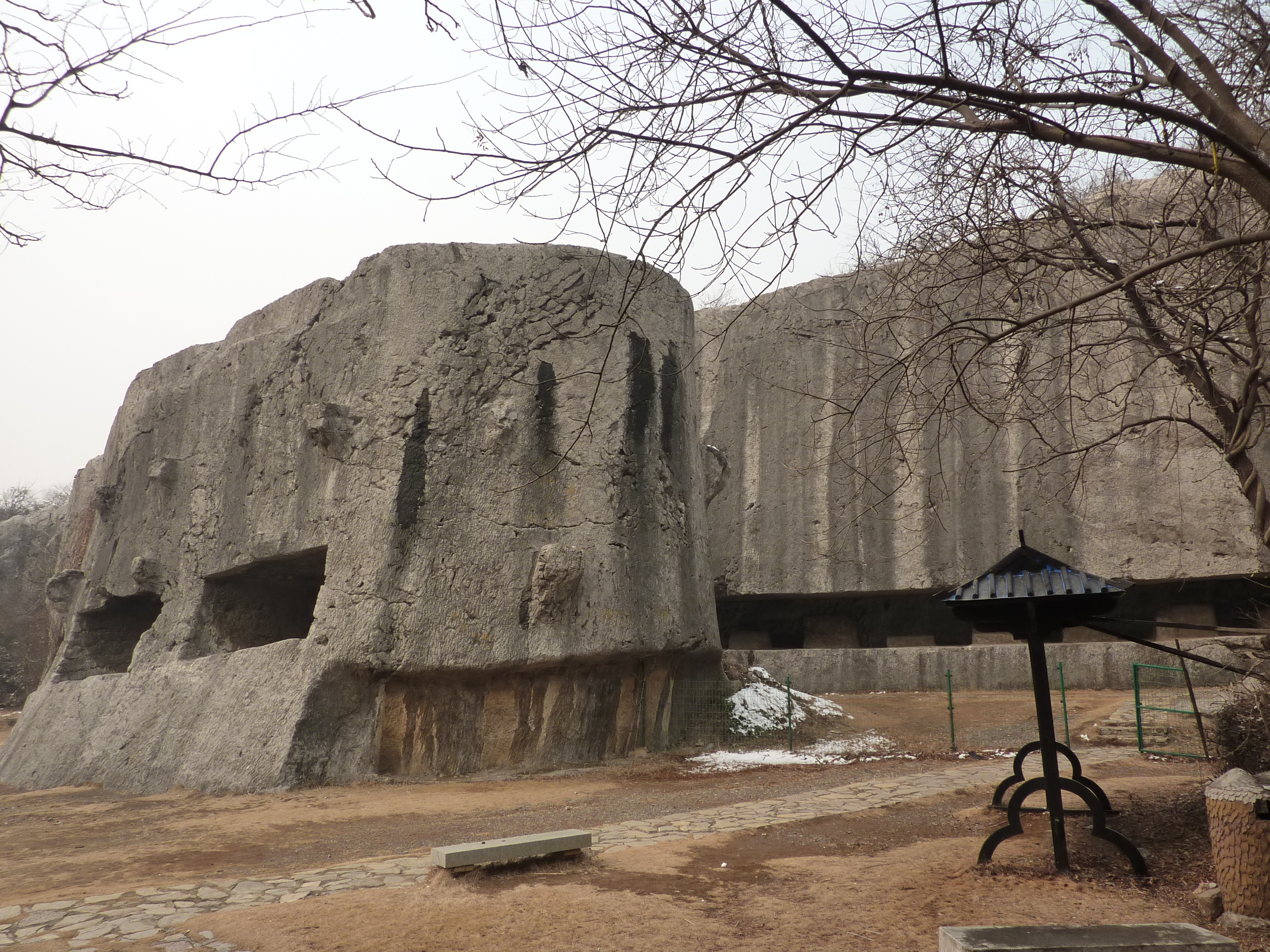
Колонна и навершие гигантской стелы, которую пытались изготовить для мавзолея Сяолин в Яньшаньском карьере.

Для себя же император Хунъу в 1381 году начал строительство мавзолея на горе Цзыцзиньшань под Нанкином. В соответствии с принципами фэн шуй, место для захоронения было выбрано к югу от главного пика горы. Хунъу был не первым императором, сделавший такой выбор: почти на том же самом месте более тысячи лет до него был похоронен император Сунь Цюань. Там же находился и храм Цзяншань (первоначально, Кайшань), где хранились останки монаха Сюаньцзана. В 1376 г. храм был перенесен на новое место (на той же горе, дальше к востоку), где стал известен как храм Лингу. Курган над могилой Сунь Цюаня (холм Мэйхуашань) был оставлен на месте, а уставленная статуями «дорога духов» (шэньдао) к захоронению Чжу Юаньчжана проложена, огибая курган его далёкого предшественника на нанкинском троне.

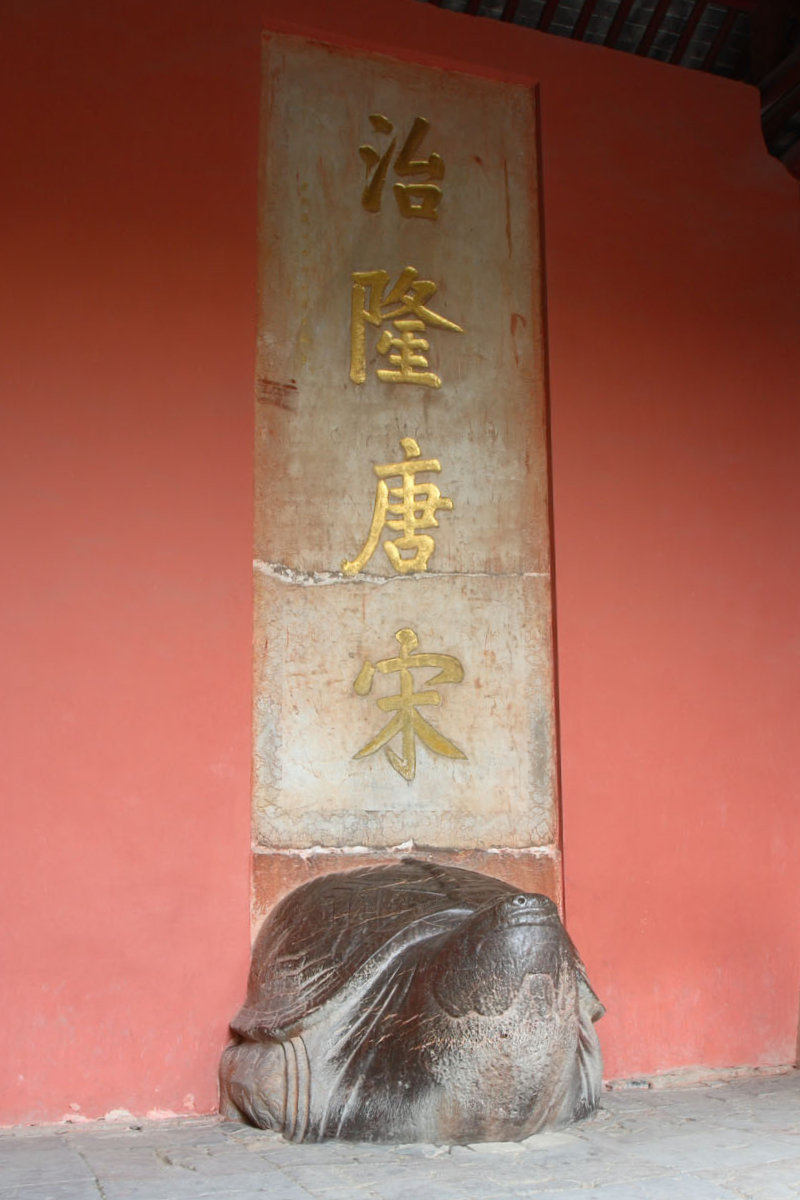
Стела императора Канси (1699)

Строительство велось в основном силами заключённых, и полностью заняло около 30 лет, завершившись лишь в 1413 г, при императоре Юнлэ, сыне Чжу Юаньчжана. В 1382 г. скончалась и была захоронена здесь супруга Чжу Юаньчжана, императрица Ма Хоу. Когда в 1398 император отдал богу душу, он и сам был похоронен там, вместе с многочисленными наложницами. Впрочем, существуют легенды, что когда он умер, 13 похоронных процессий вышли из 13 городских ворот Нанкина, направляясь в разные места, так чтобы никто не узнал, в котором из них император на самом деле похоронен. Подобные легенды, однако, существуют и о многих других знаменитых императорах.
В 1405 г, вскоре после прихода к власти, император Юнлэ, заказал для мавзолея своего отца гигантскую стелу, которая, если бы её смогли установить, была бы 73 м в высоту. Все три части — основание, колонна и навершие — стелы была почти уже полностью высечены в каменоломне Яншань (где добывался камень и для других сооружений мавзолея), когда стало ясно, что сдвинуть её с места будет невозможно. В результате императору пришлось ограничиться 9-метровой стелой (см. Сыфанчэн, ниже), которая, тем не менее, стала самой высокой в Нанкине.
В минское время мавзолейный комплекс и прилегающую к нему территорию (надо полагать, большую часть горы Цзыцзиньшань!) окружала покрашенная в красный цвет стена длиной 22,5 км.
Там было высажено 100 000 сосен и имелось стадо в 1000 голов оленей. Комплекс обслуживался императорскими евнухами; биографии высокопоставленных евнухов нередко упоминают, что после смещения в ответственной должности за тот или иной проступок, евнух был послан в Сяолин, чтобы работать на огороде или курить фимиам у алтаря.
Правители империи Цин, сменившей Мин, также проявляли определённый уровень уважения к гробницам императоров предшествующей эпохи. Императоры Канси и Цяньлун посещали Сяолин во время своих знаменитых «поездок на юг». Попечением мавзолея в эту эпоху занималась бригада из двух евнухов и 40 служащих Восьмизнамённой армии. Хотя мавзолейный комплекс, как и многие другие памятники архитектуры Нанкина, сильно пострадал во время Восстания тайпинов, после подавления восстания цинское правительство приняло определённые меры к его починке.

## Основные объекты
Со времен построения мавзолея, посетители, приходившие отдать чести основателю империи Мин, проходили по традиционному пути от арки, где они должны были спешиваться (下马坊, Сямафан), до холма Дулунфу с захоронением императора, длиной 2,62 км.
Дацзиньмэнь и Сыфанчэн.
Пройдя 755 м от арки Сямафан Посетители входят на территорию мавзолейного комплекса через монументальные Великие Золотые Ворота (Дацзиньмэнь), где сейчас производится билетный контроль. После этого (70 м спустя) их встречает огромная каменная черепаха-биси, несущая на спине стелу, увенчанную переплетёнными драконами. Текст на стеле, известной как Шэньгун Шэндэ Бэй (神功圣德碑, то есть «Стела несравненных заслуг и совершенной добродетели»), написан установившим её в 1413 г. четвёртым сыном Чжу Юаньчжана, императором Юнлэ. Черепаха 5,15 м в длину, 2,54 м в ширину и 2,08 м в высоту; стела, вместе с черепахой, 8,78 м в высоту.
Черепаха со стелой окружены квадратной каменной стеной (四方城, Сыфанчэн) с аркой на каждой стороне. Первоначально Сыфанчэн был крытым павильоном (как и его аналог в минских гробницах под Пекином), но крыша была утрачена в XIX в. во время Восстания тайпинов. В настоящее время китайские специалисты изучают возможность восстановления крыши.

Дацзиньмэнь и Сыфанчэн
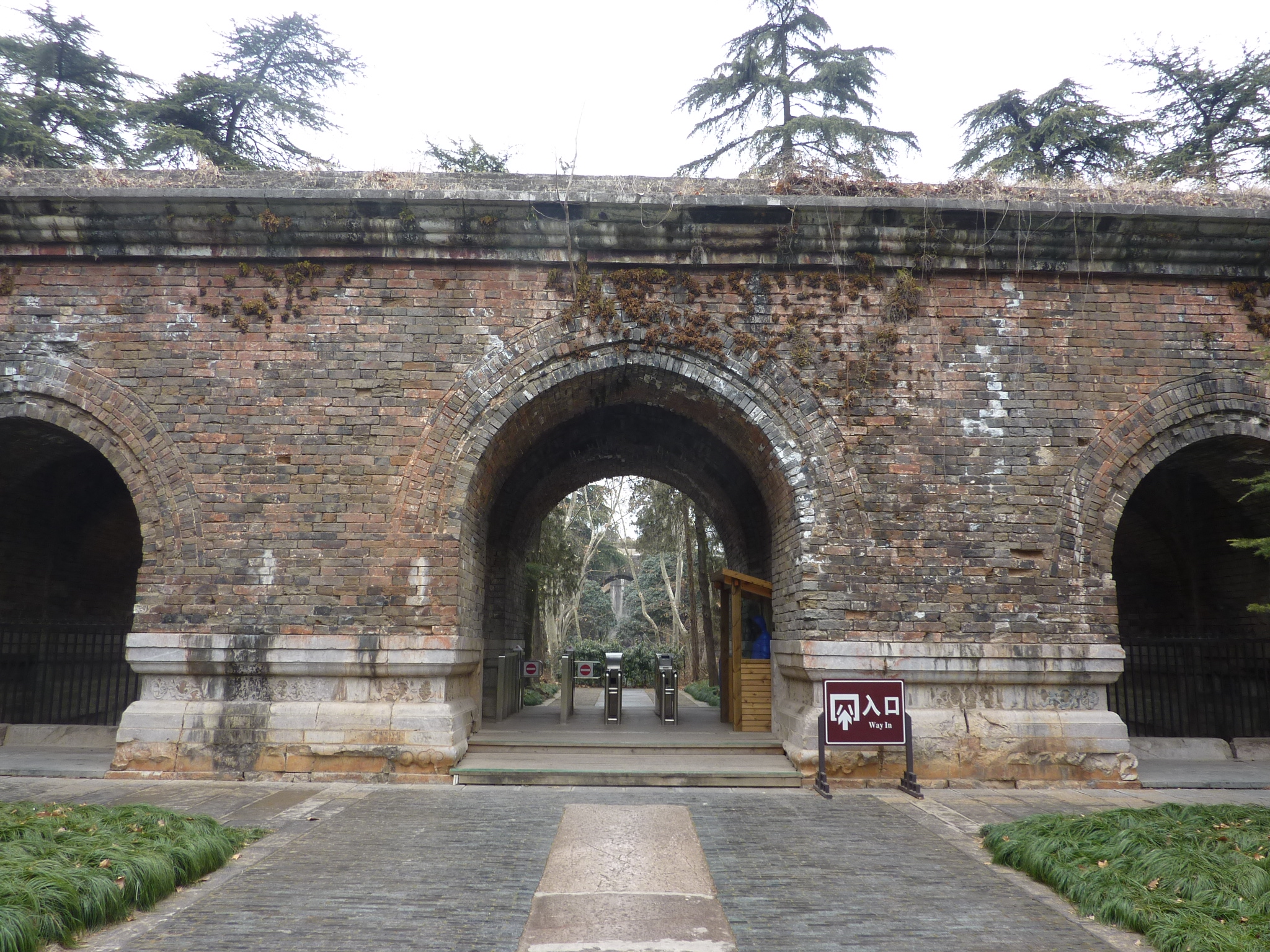
Великие Золотые Ворота (Дацзиньмэнь)
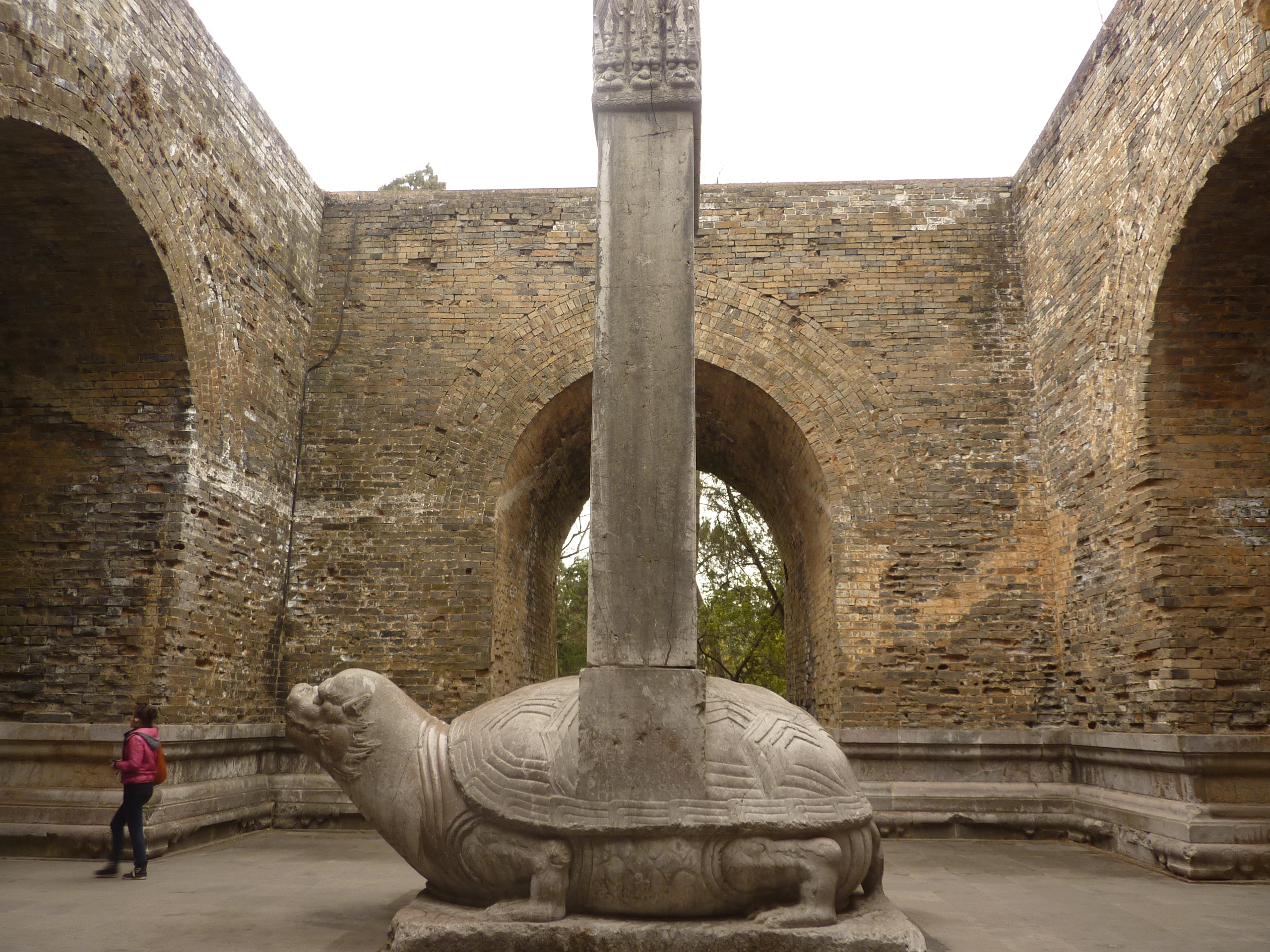
Черепаха императора Юнлэ в Квадратном павильоне (Сыфанчэн)
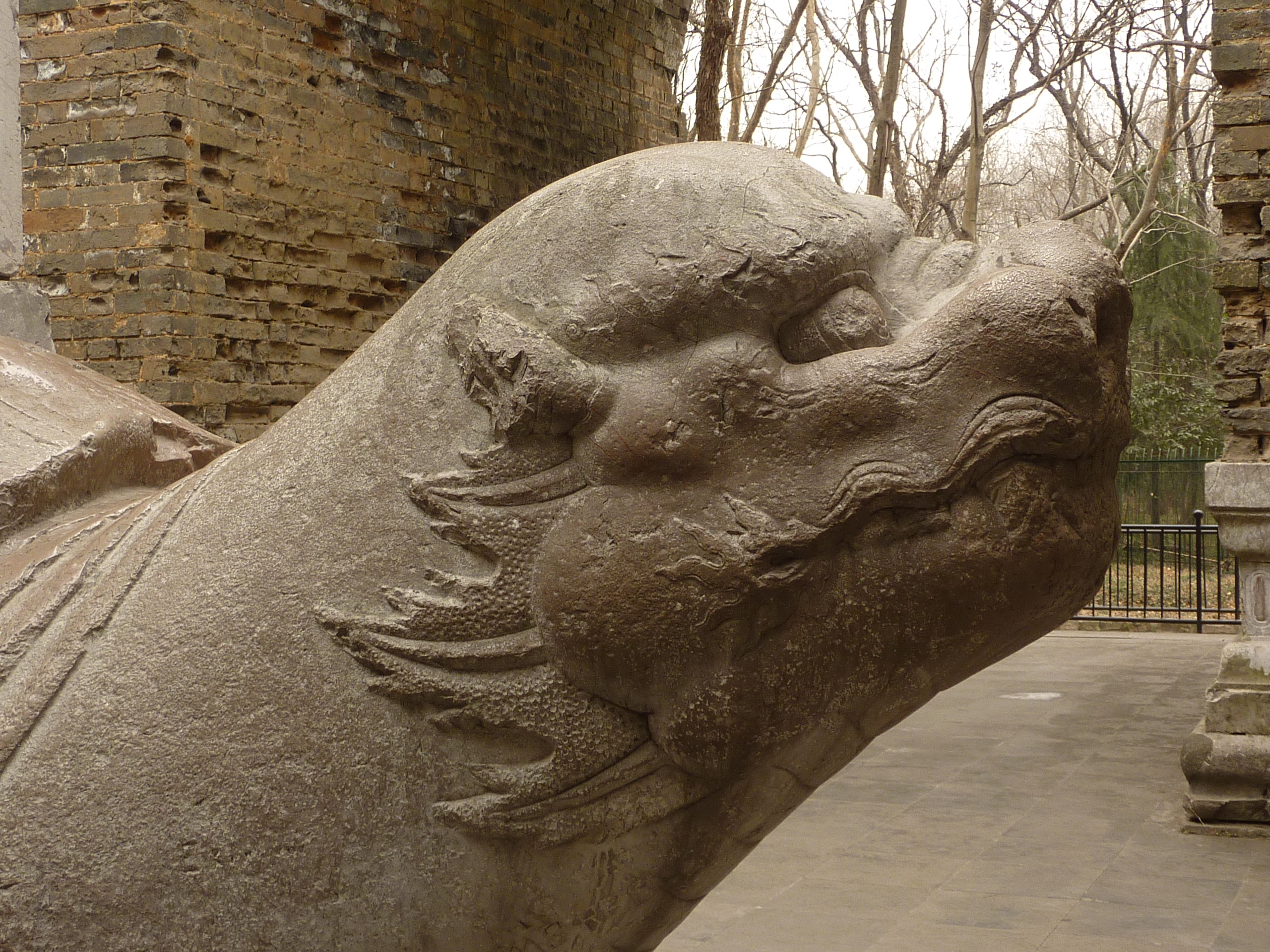
Голова черепахи императора Юнлэ
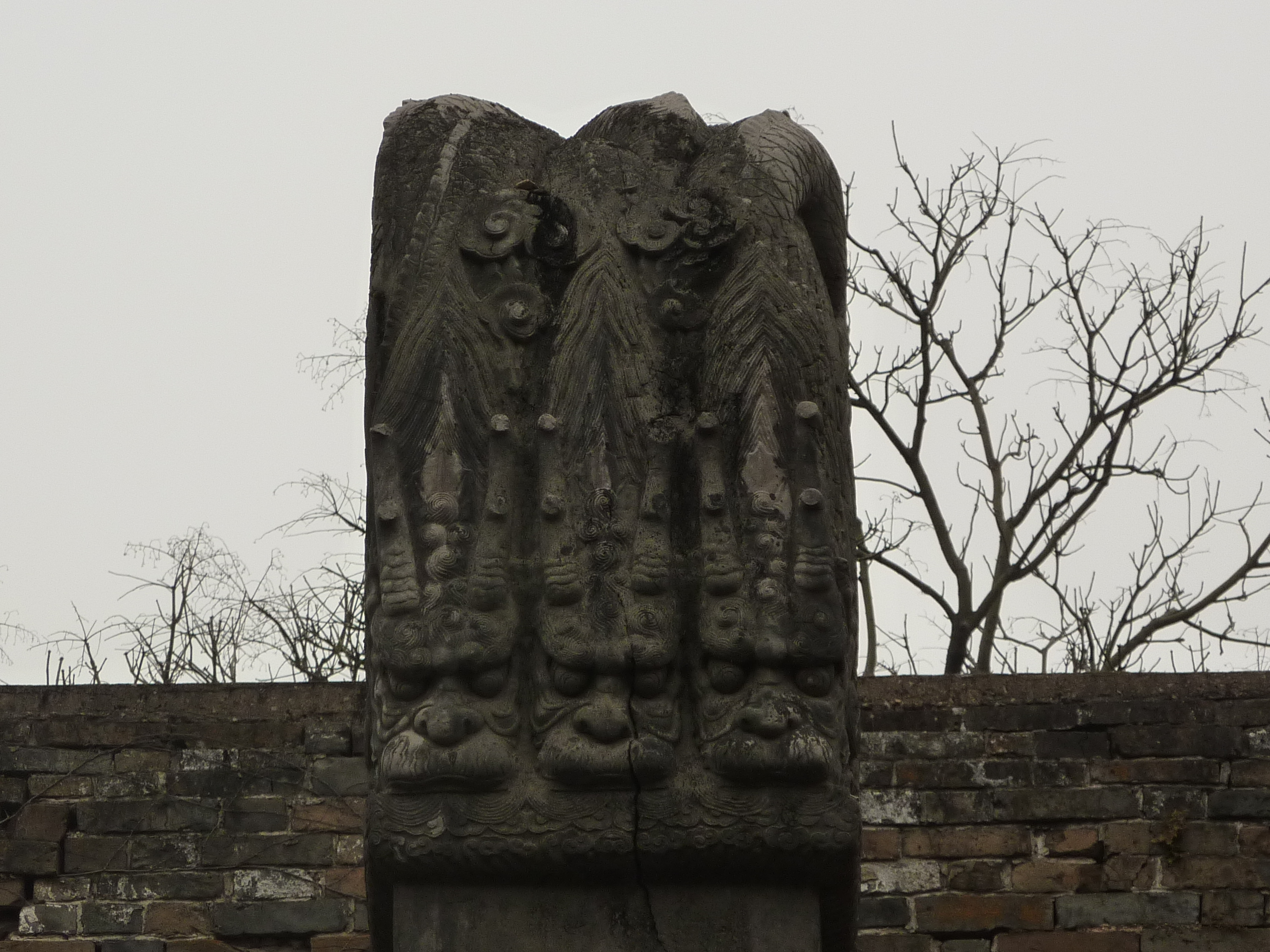
Драконовое навершие стелы императора Юнлэ (вид с торца)

Божественный путь.
От «Квадратного павильона» Сыфанчэн начинается 1800-метровый «божественный путь» (神道, шэньдао), который, огибая холм Мэйхуашань, идет сначала на запад, а потом на север. Он включает два участка, где вдоль дороги расставлены статуи, как бы образуя почётный караул. Вдоль первого участка, называемого сейчас «дорогой каменных слонов», расставлены статуи реальных и мифологических животных: по две пары львов, сечжи, верблюдов, слонов, цилиней и лошадей. Вторая часть называется «дорогой вэньчжунов» (вэньчжун — каменный воин, охраняющий гробницу или храм). Вдоль неё стоят статуи воинов и гражданских чиновников. В конце первого участка по сторонам дороги стоят колонны-хуабяо, а в конце второго -
восстановленные в 2006 г ворота Линсин (棂星门).

Божественный путь
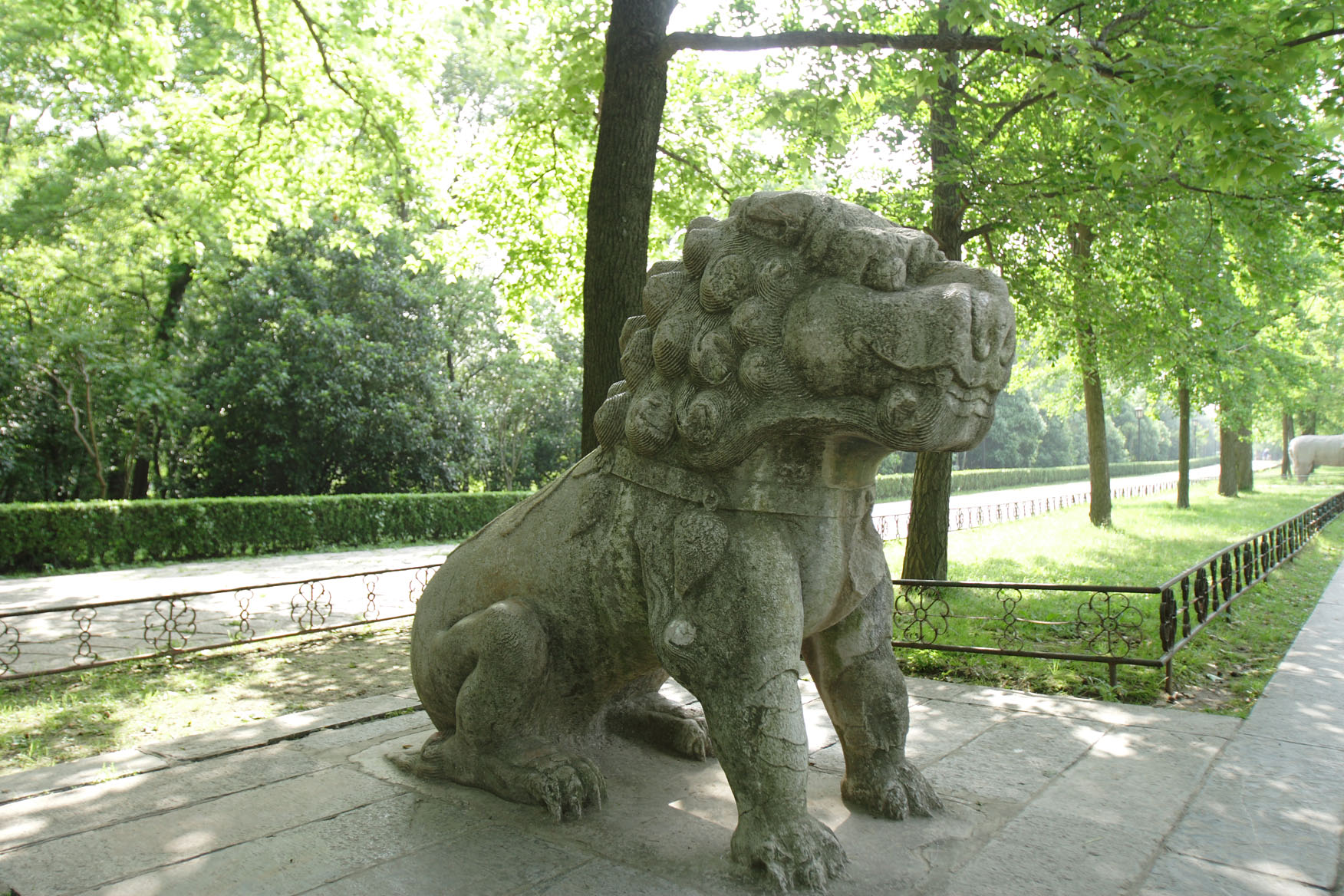
Лев
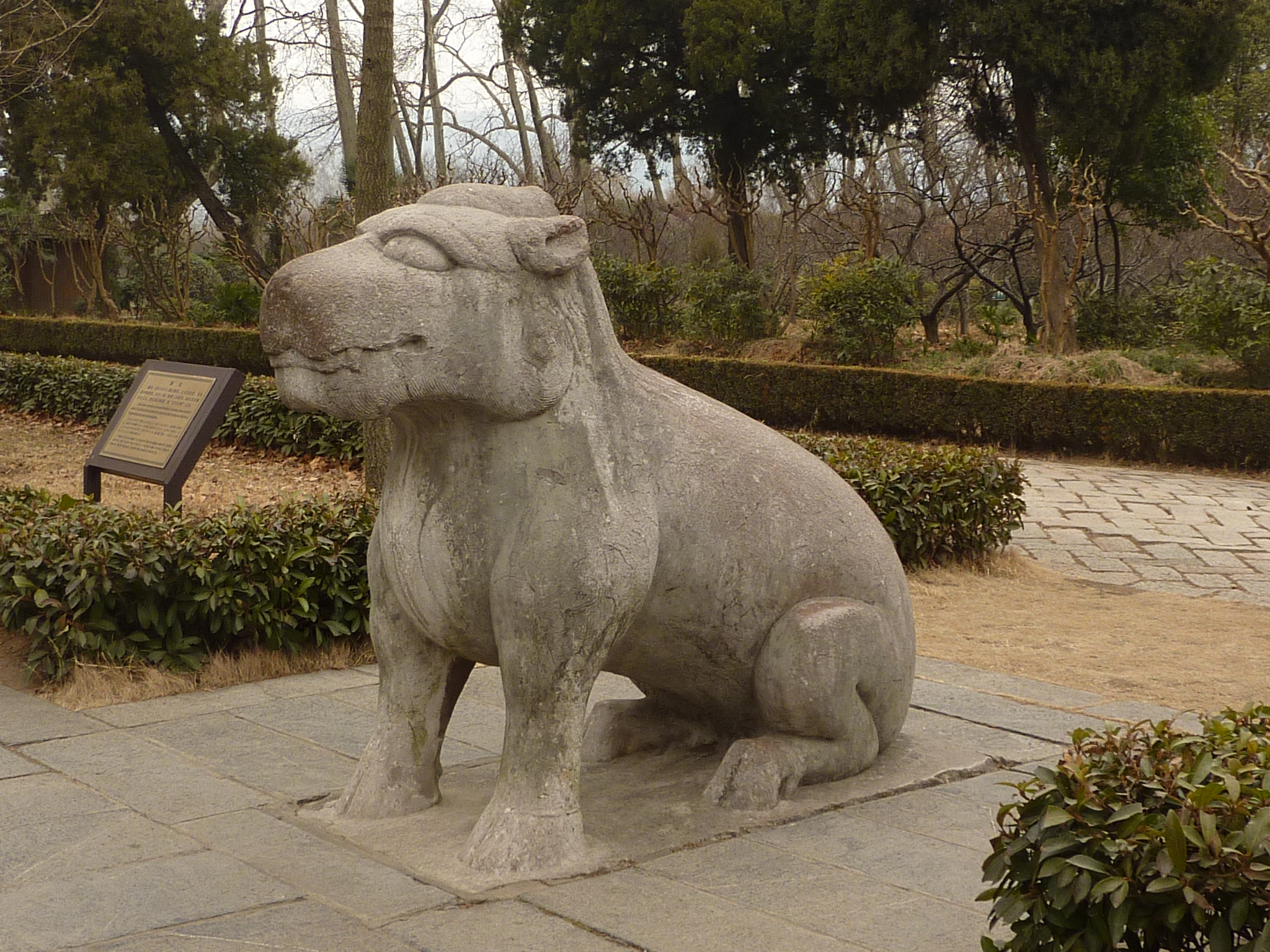
Сечжи
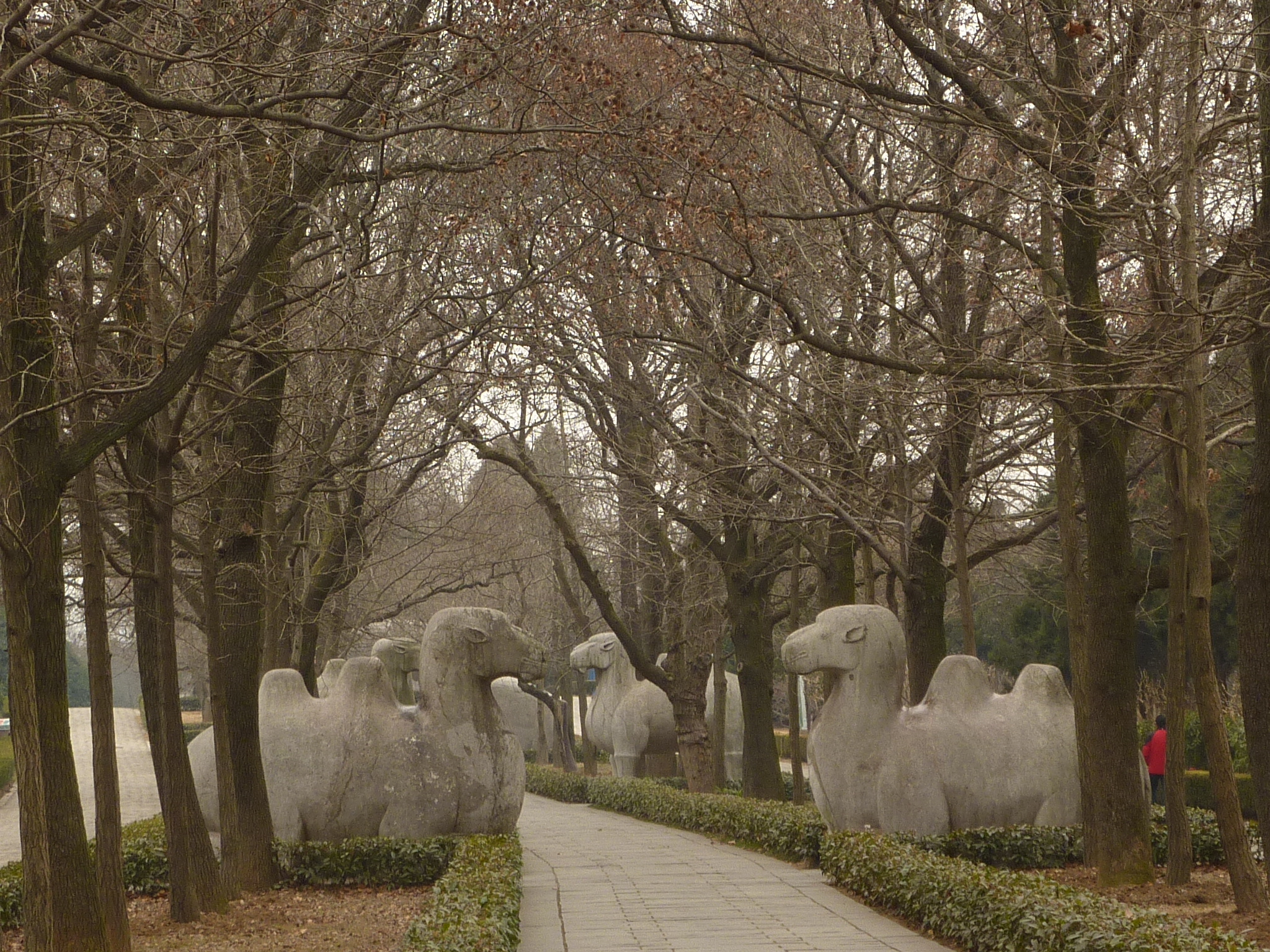
Верблюды
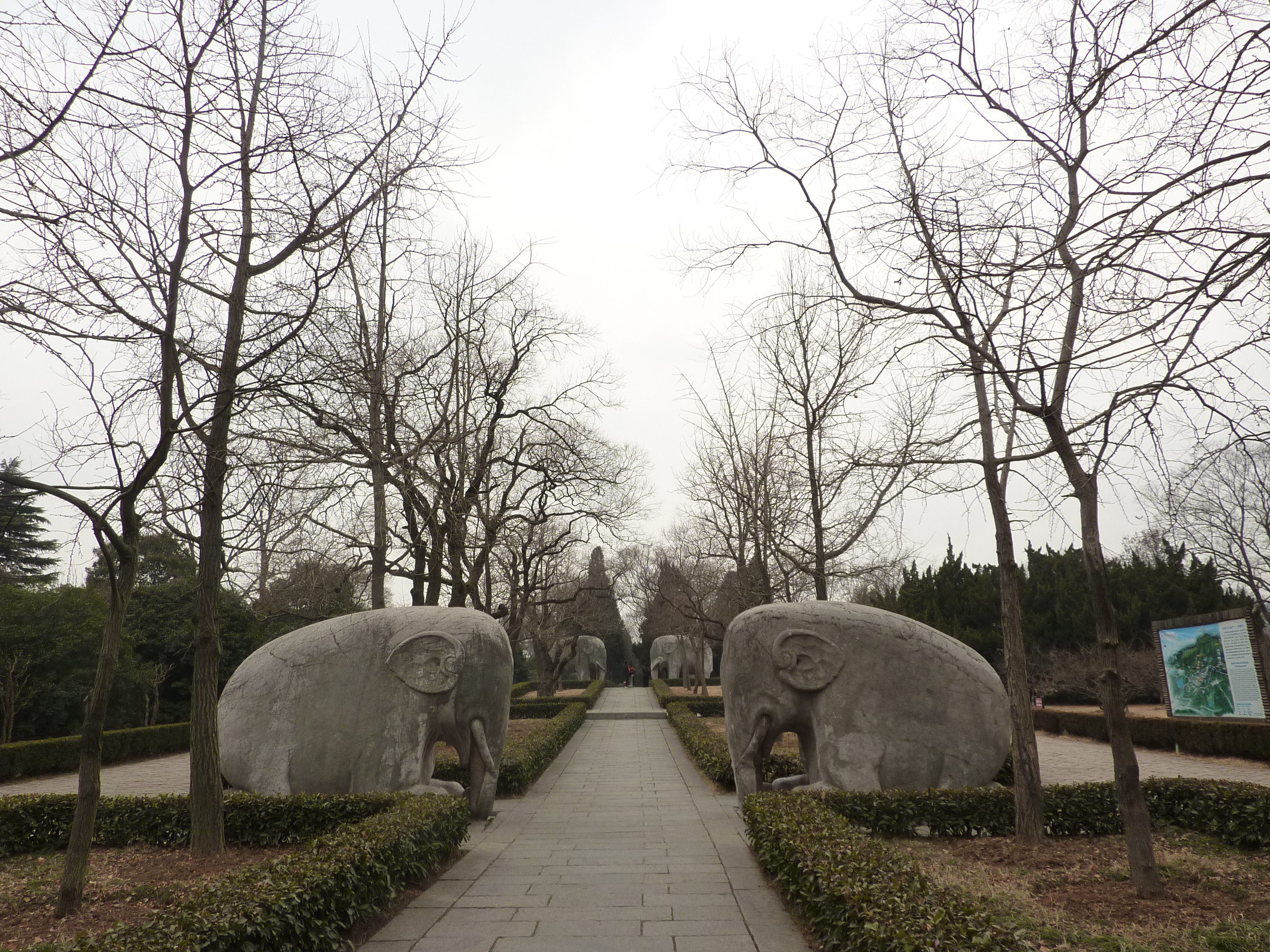
Слоны
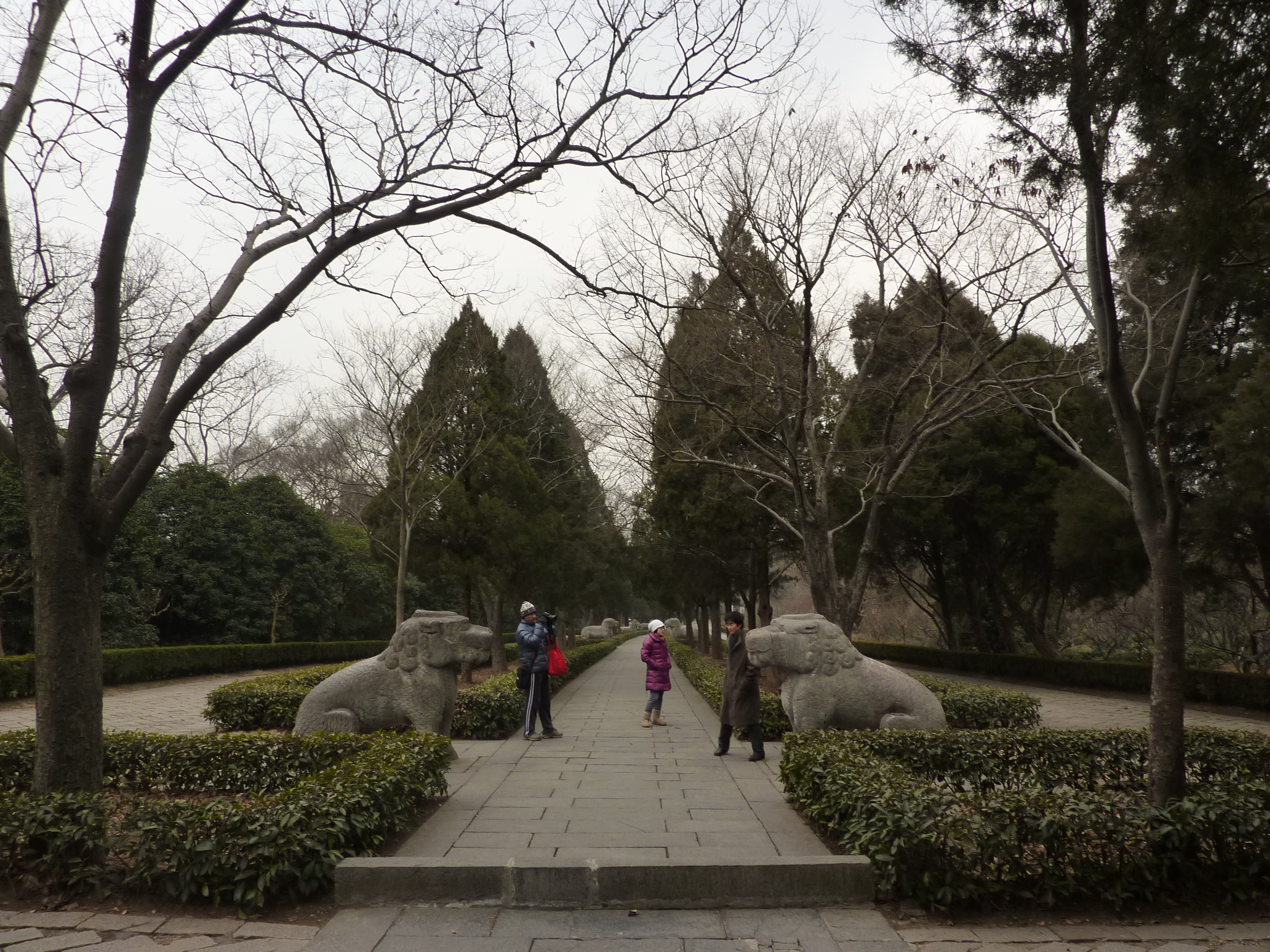
Цилинь
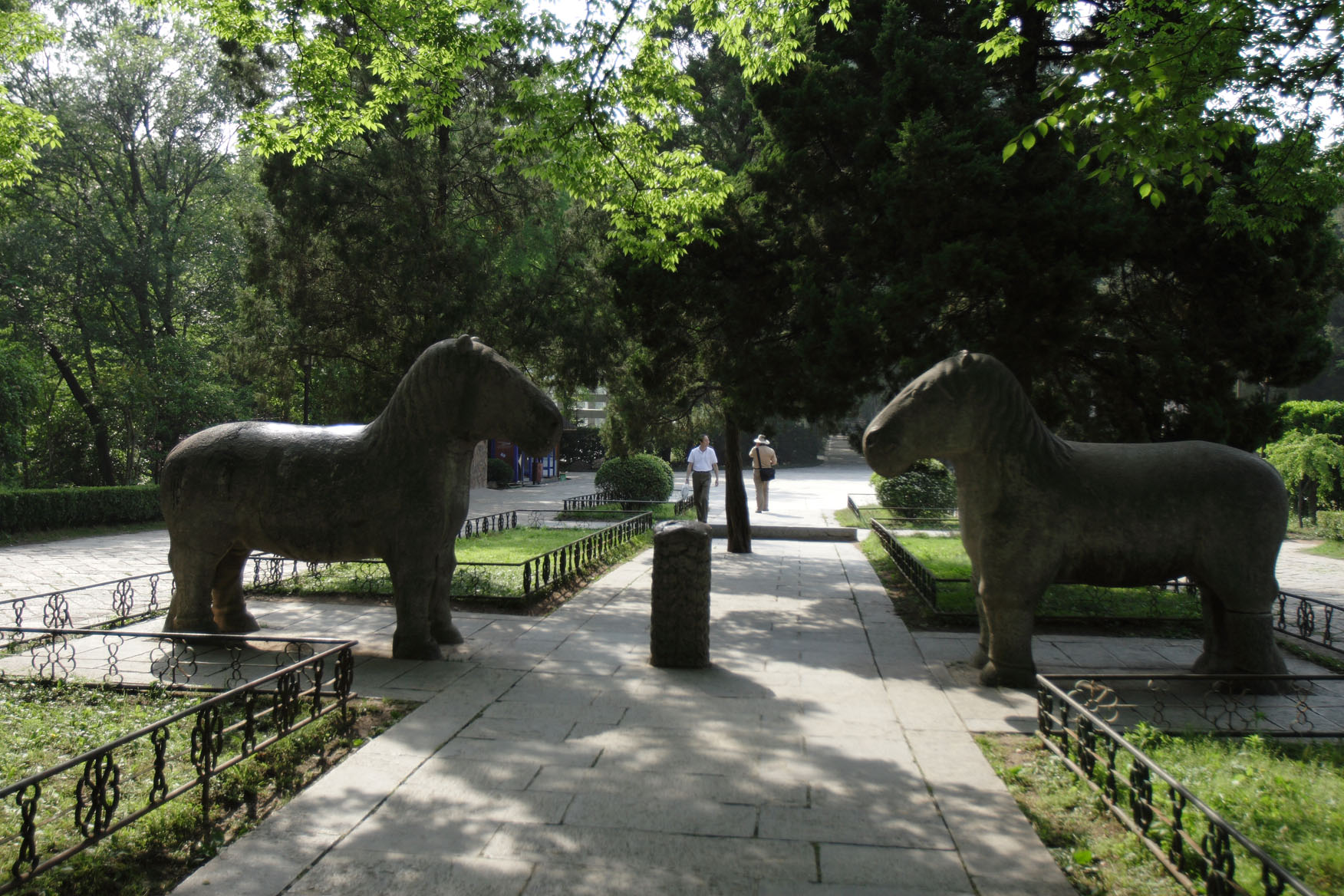
Лошади
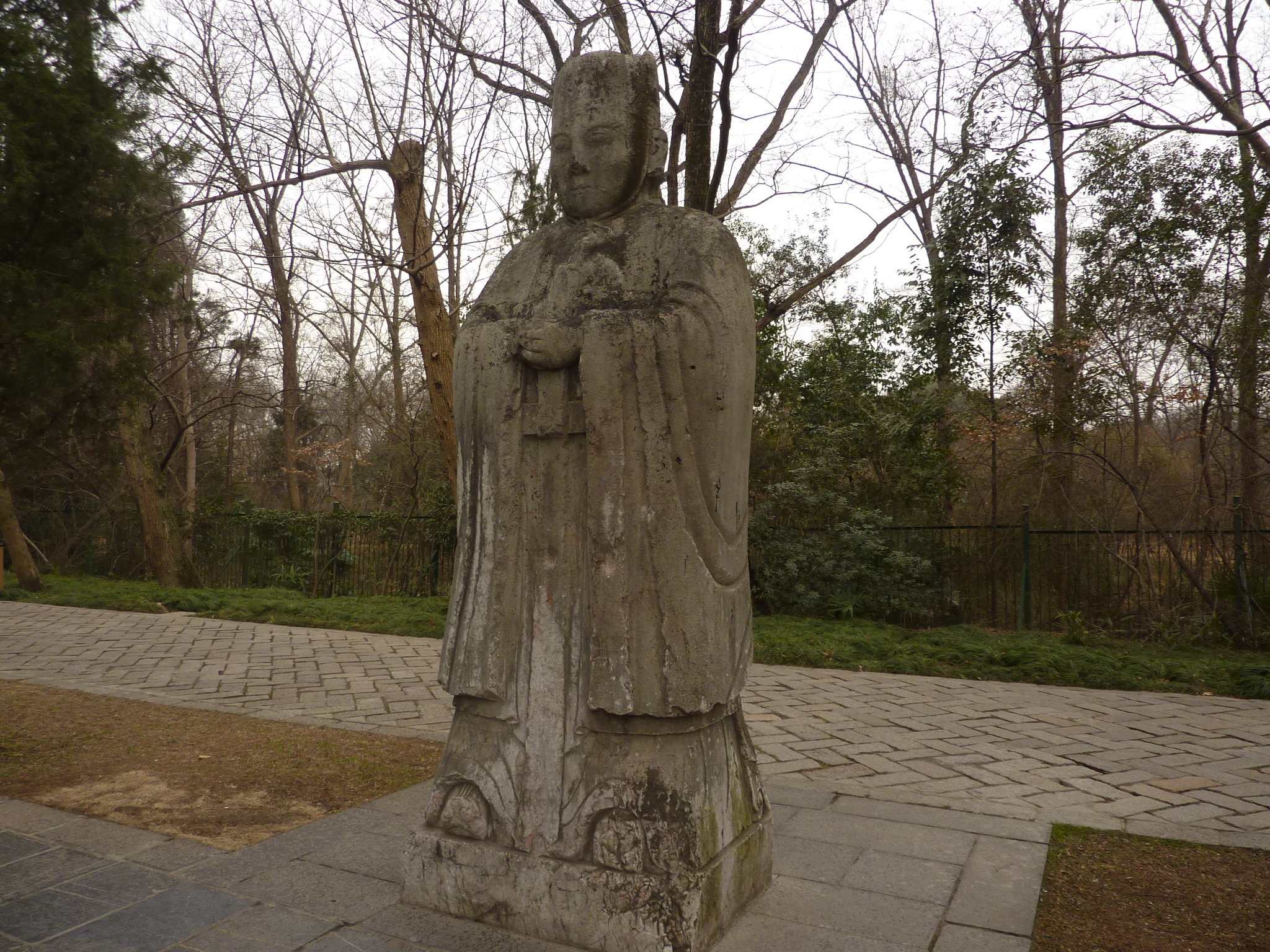
Гражданский чиновник
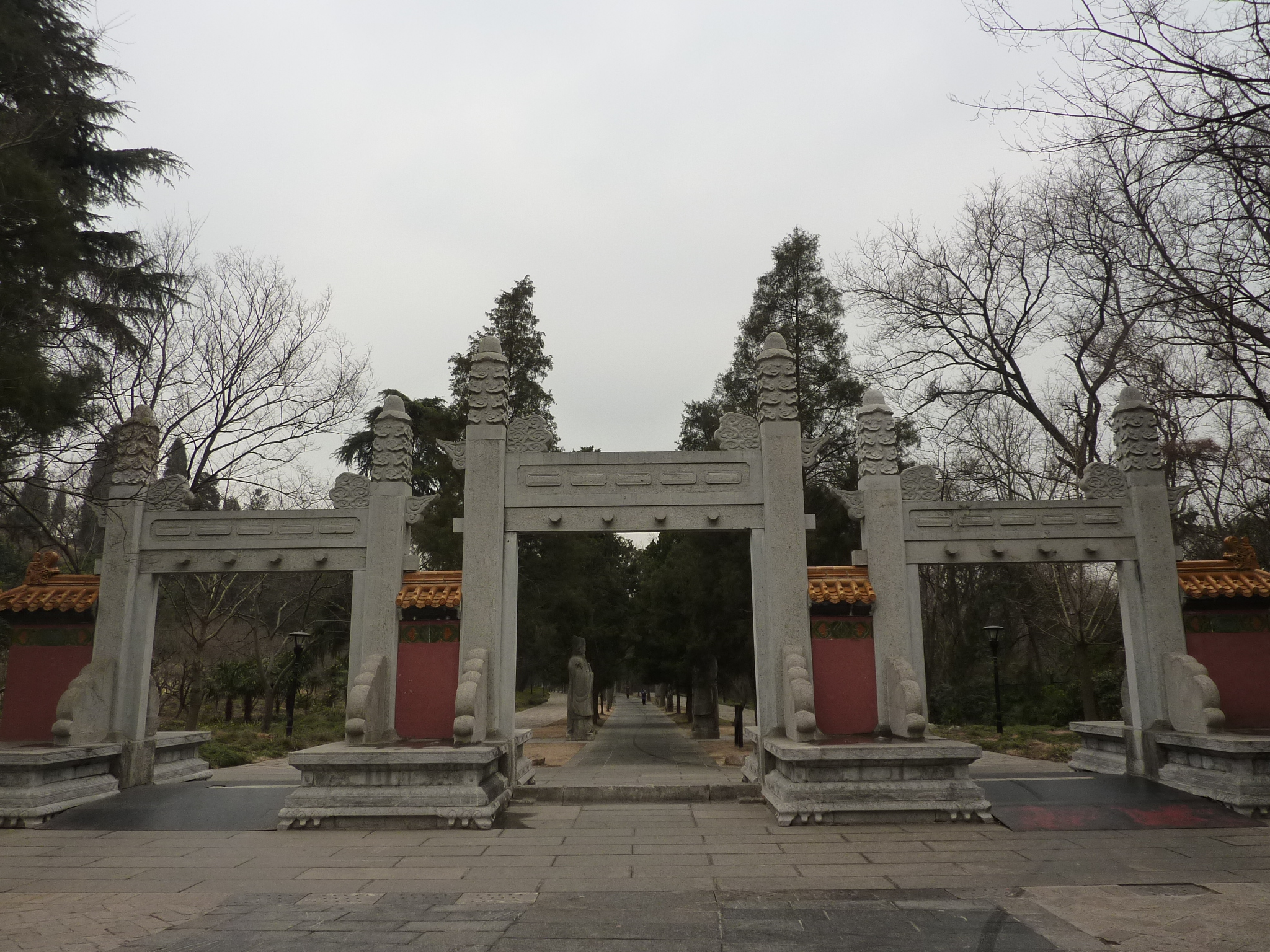
Ворота Линсин в конце «дороги вэньчжунов»

Прямоугольный двор.
Через ворота Вэньуфанмэнь (文武坊门, «Ворота Гражданских и Военных [Сановников]») дорога затем вводит в прямоугольный огороженный двор, где посетителей встречает вторая каменная черепаха, смотрящая на них из центра Зала Стел (碑殿, Бэйдянь). Это — дань уважения цинского императора Канси основателю уничтоженной маньчжурами-цинами династии Мин. Маньчжурский император установил её здесь в 1699 году, во время своей третьей поездки из Пекина на юг. Лаконичный текст из четырёх иероглифов (治隆唐宋, Чжилун Тан Сун — «[Он] превзошёл Тан и Сун») на стеле этой черепахи сравнивает Чжу Юаньчжана с великими императорами двух других великих династий Китая. Стела имеет высоту 3,85 м (с черепахой), черепаха — 1,06 м.
Следующим строением в том же прямоугольном дворе был Зал Сяолин (孝陵殿, Сяолин Дянь), первоначально бывший главным зданием мавзолейного комплекса, но впоследствии разрушенный. На его сохранившемся основании в 1865—1873 гг был построен небольшой Зал-Павильон (享殿, Тин Дянь). В настоящее время там работает книжная и сувенирная лавка.

Прямоугольный двор
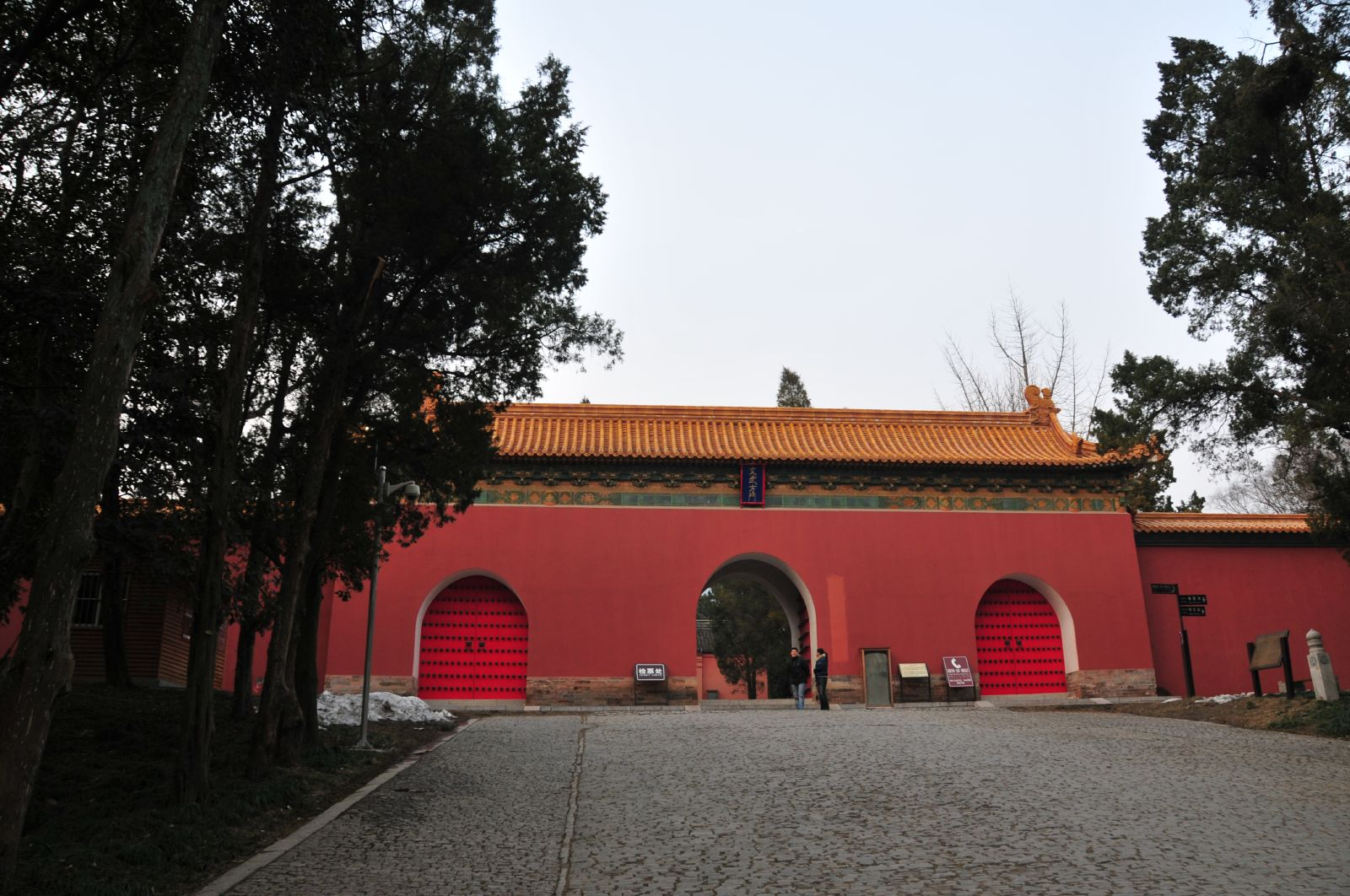
Вэньуфанмэнь
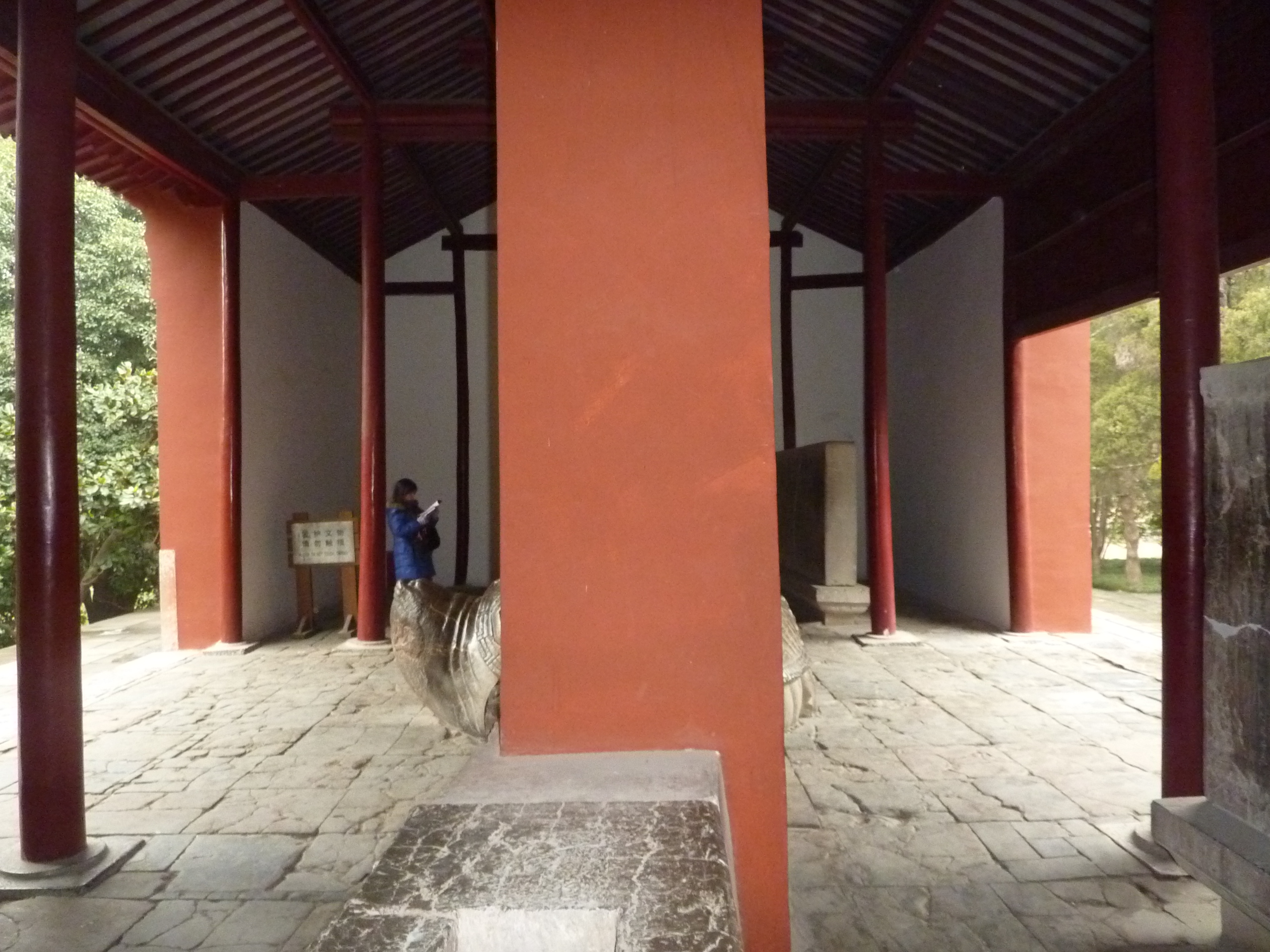
Зал стел, с черепахой императора Канси
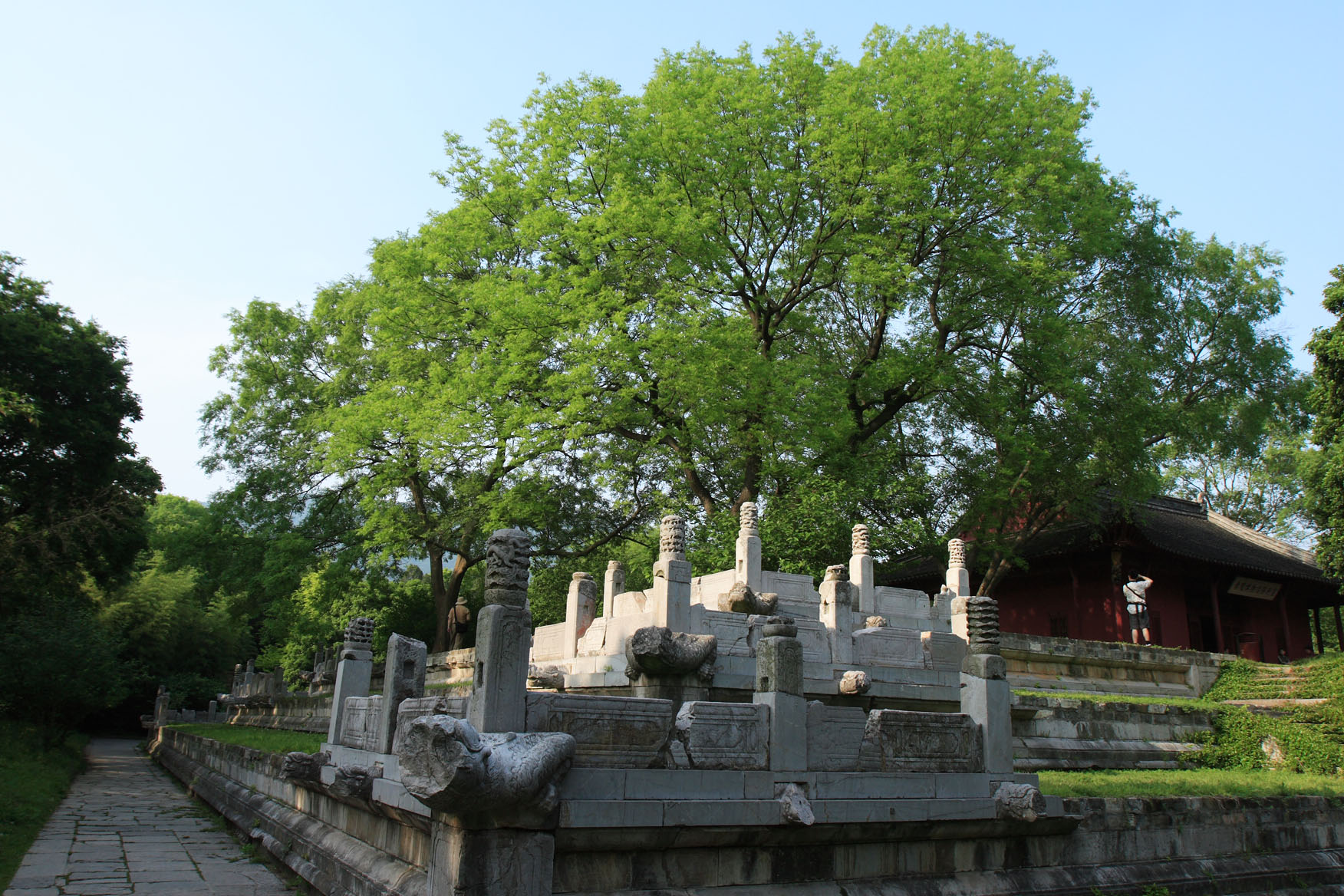
Руины основания Зала Сяолин; на нём, Зал-Павильон (Тин Дянь)
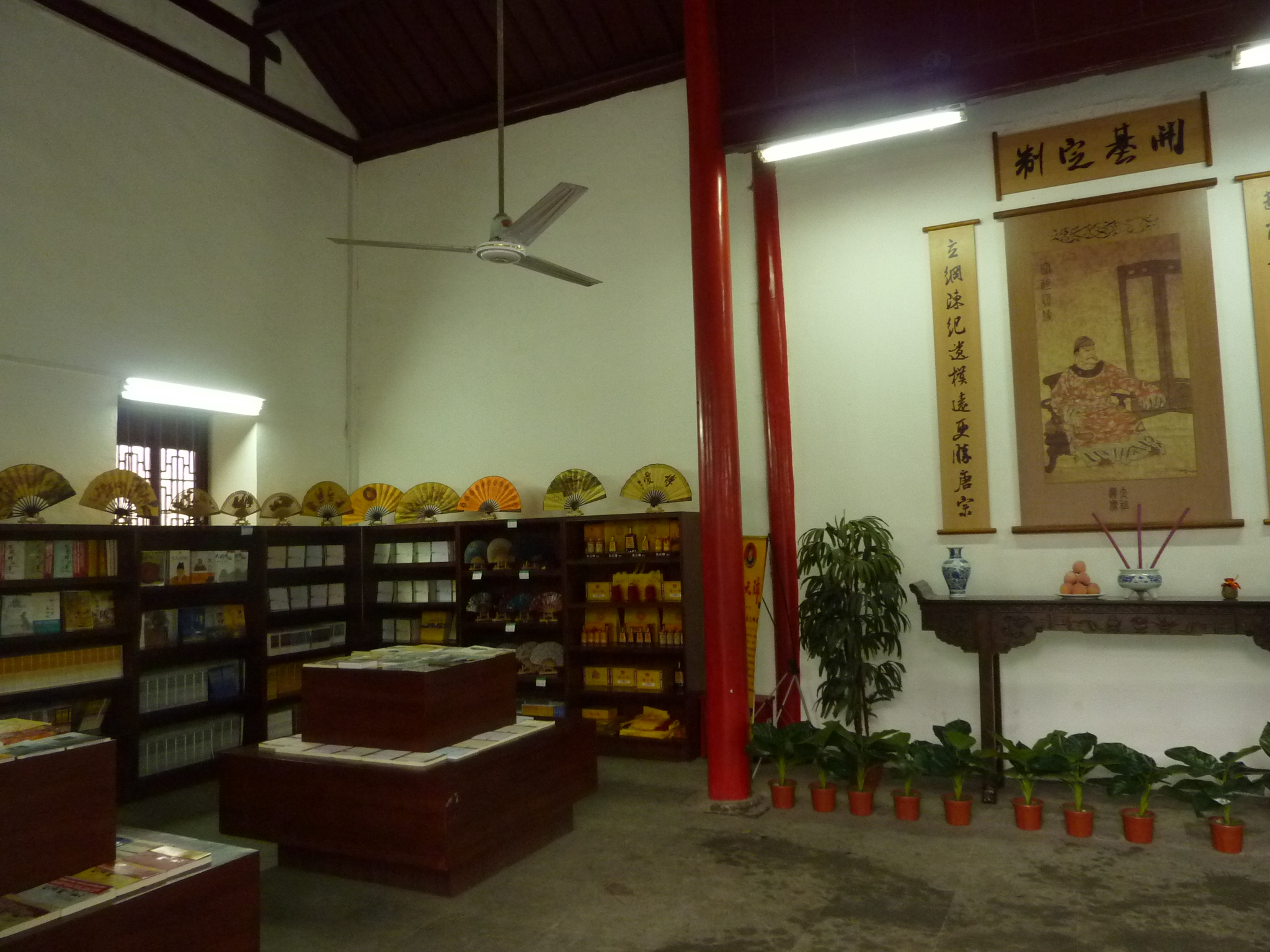
В Зале-Павильоне (Тин Дянь)
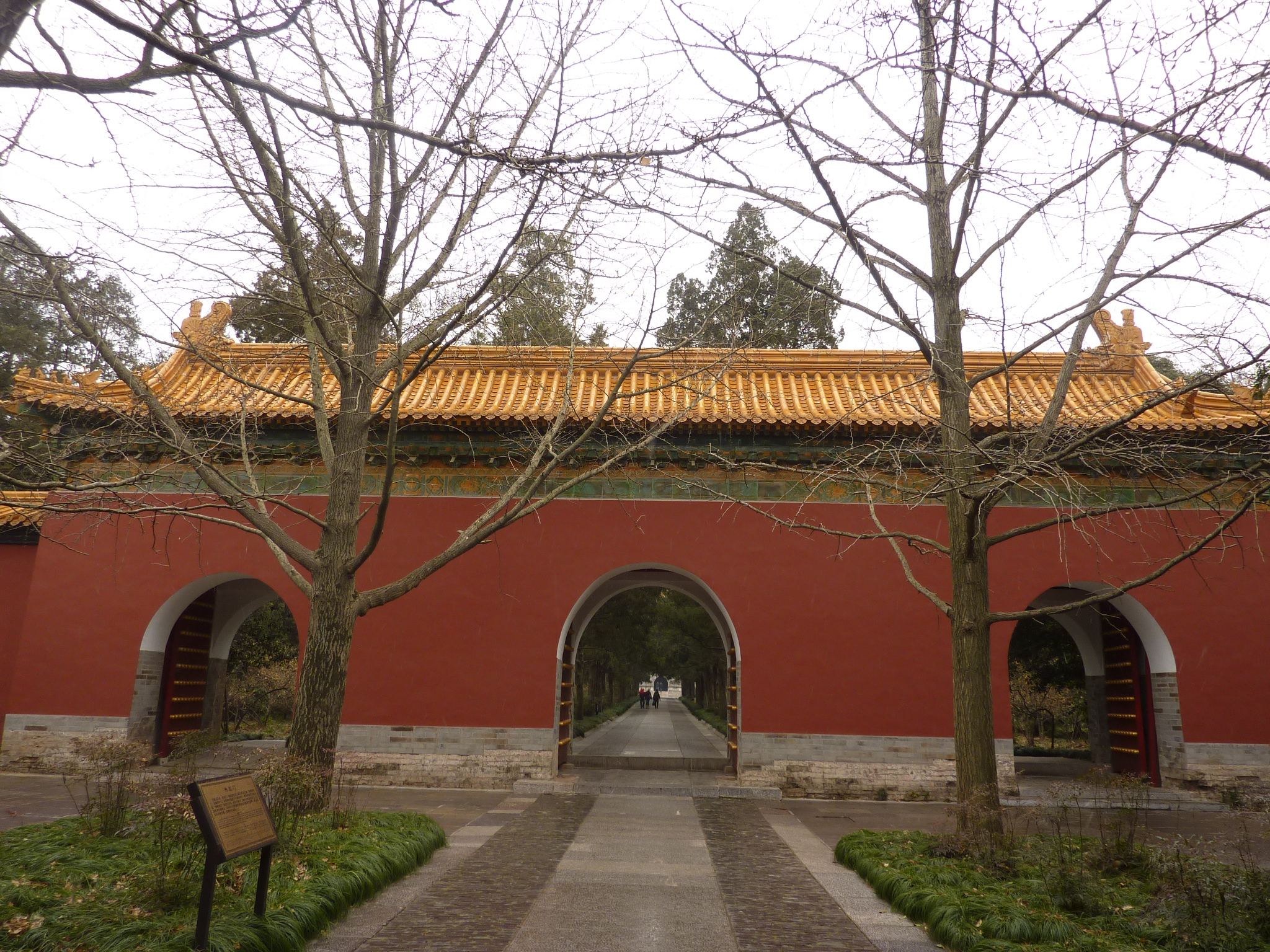
Нэйхунмэнь

Курган Дулунфу.
Через Внутренние Красные Ворота (内红门, Нэйхунмэнь) посетители проходят из прямоугольного двора во внутренний двор мавзолейного комплекса, где их взору открывается нечто, выглядящее как высокое каменное здание, известное как «Минская Башня» (明楼, Мин Лоу). В действительности, однако, большая часть этого сооружения — каменная стена на переднем (южном) откосе Холма Одинокого Дракона (独龙阜, Дулунфу), около 400 м в диаметре, который и является погребальным курганом императора. По крайней мере, об этом говорит сделанная в камне надпись, «此山明太祖之墓» — «Эта гора — гробница минского императора Тайцзу». (Тайцзу (太祖), «Великий предок» — почётное посмертное имя Чжу Юаньчжана). Поросшая лесом верхняя часть холма обнесена круговой стеной.

Курган Дулунфу
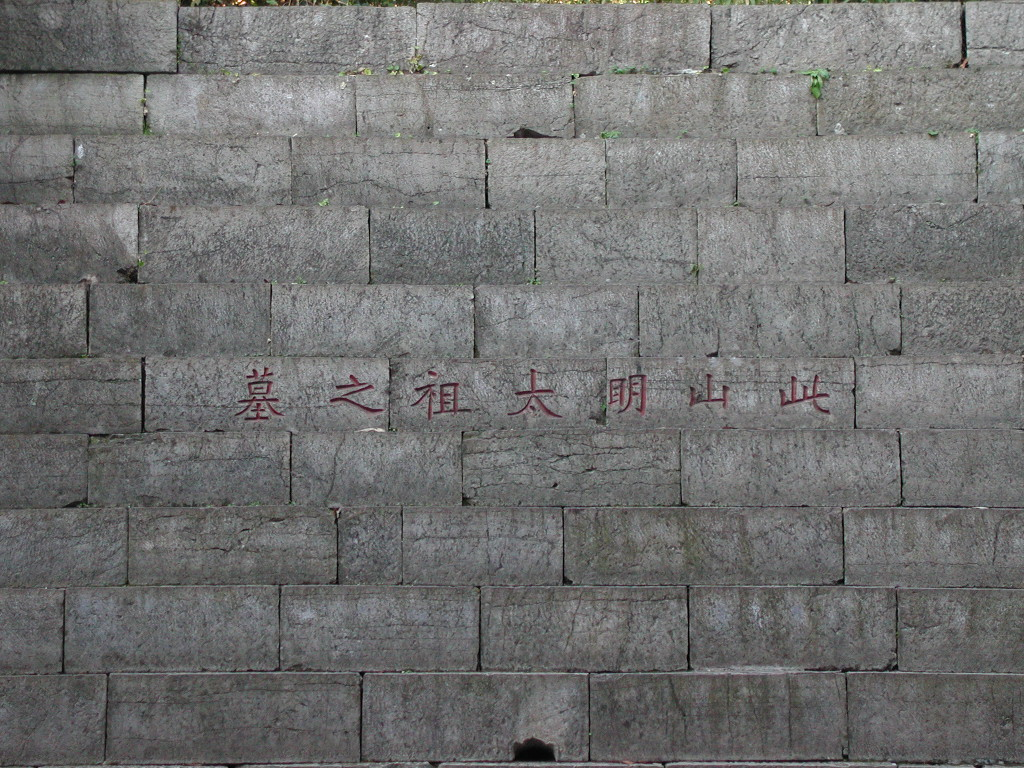
«Эта гора — гробница минского императора Тайцзу»
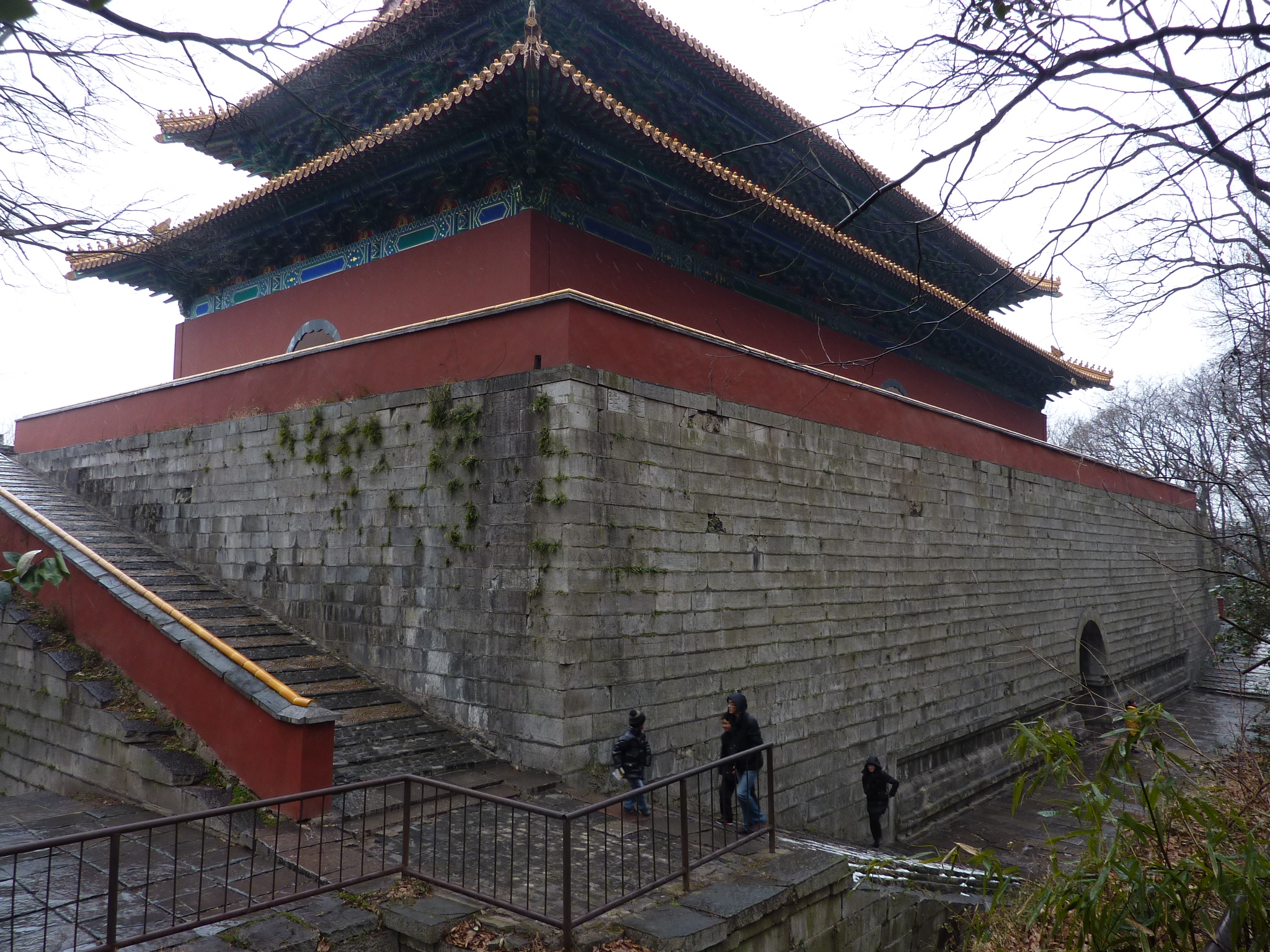
Беседка (новодел) на верхней террасе Мин Лоу
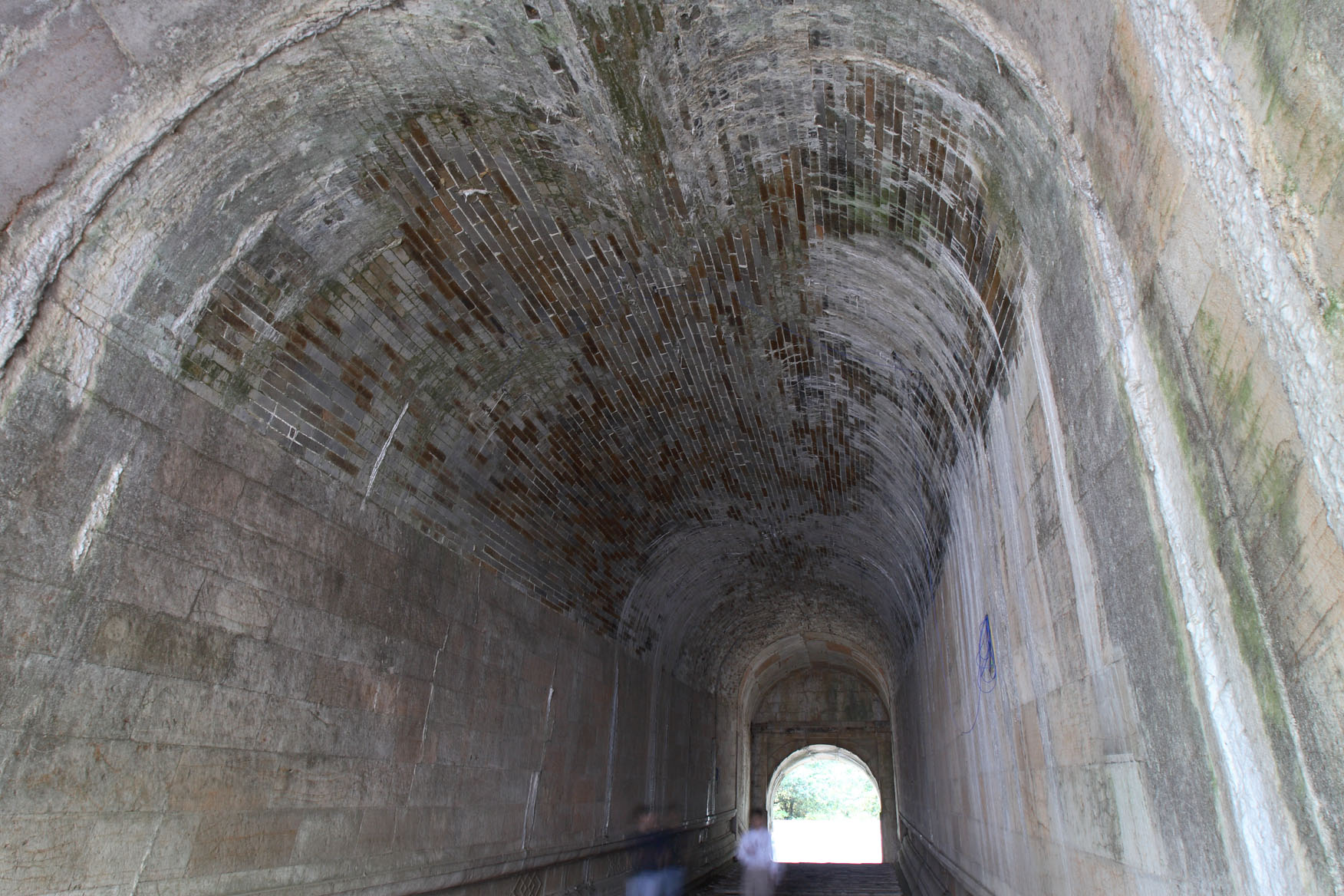
Туннель в основании Мин Лоу
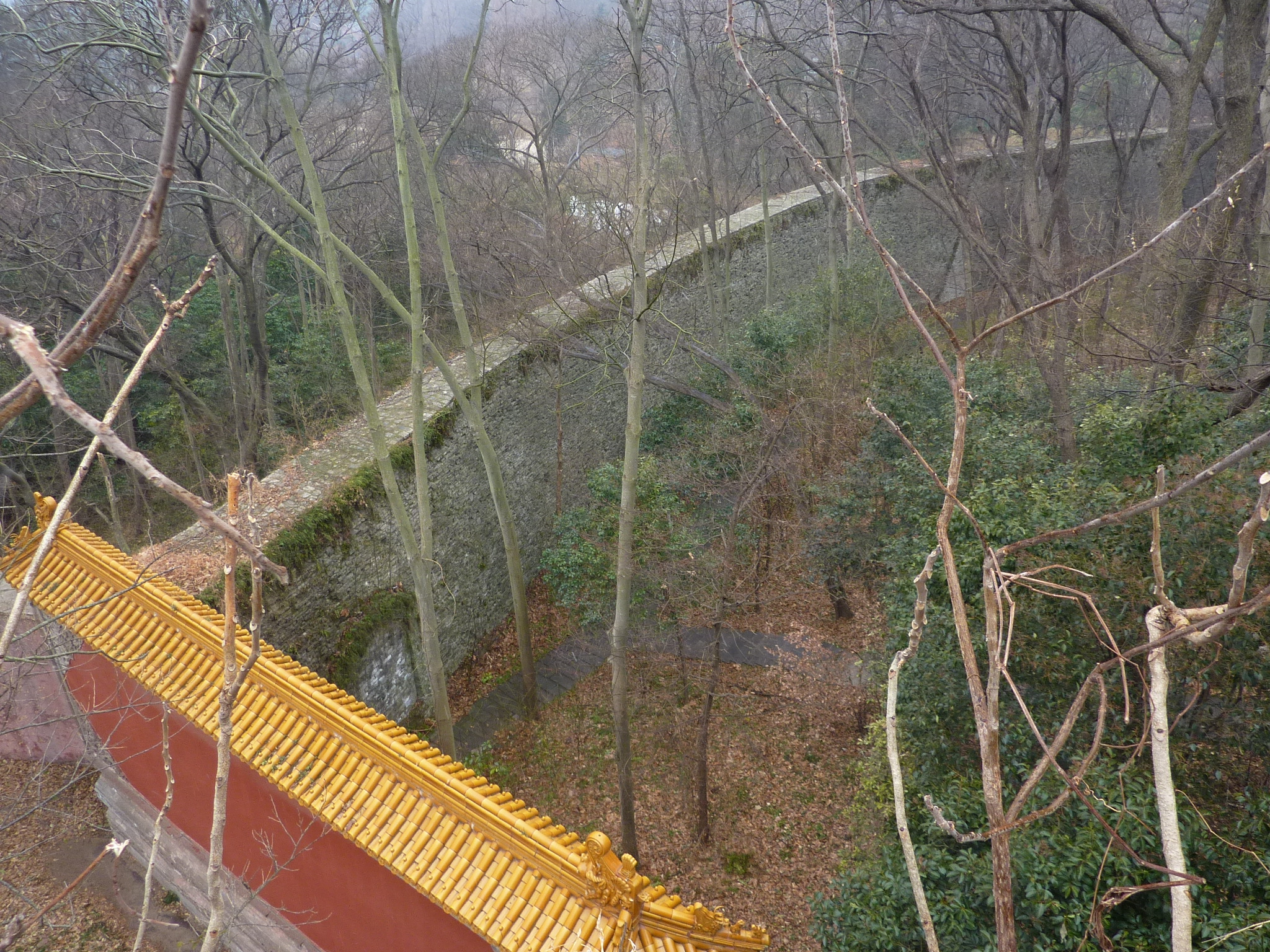
Участок стены, окружающей вершину Холма Одинокого Дракона

Загадочная третья черепаха.

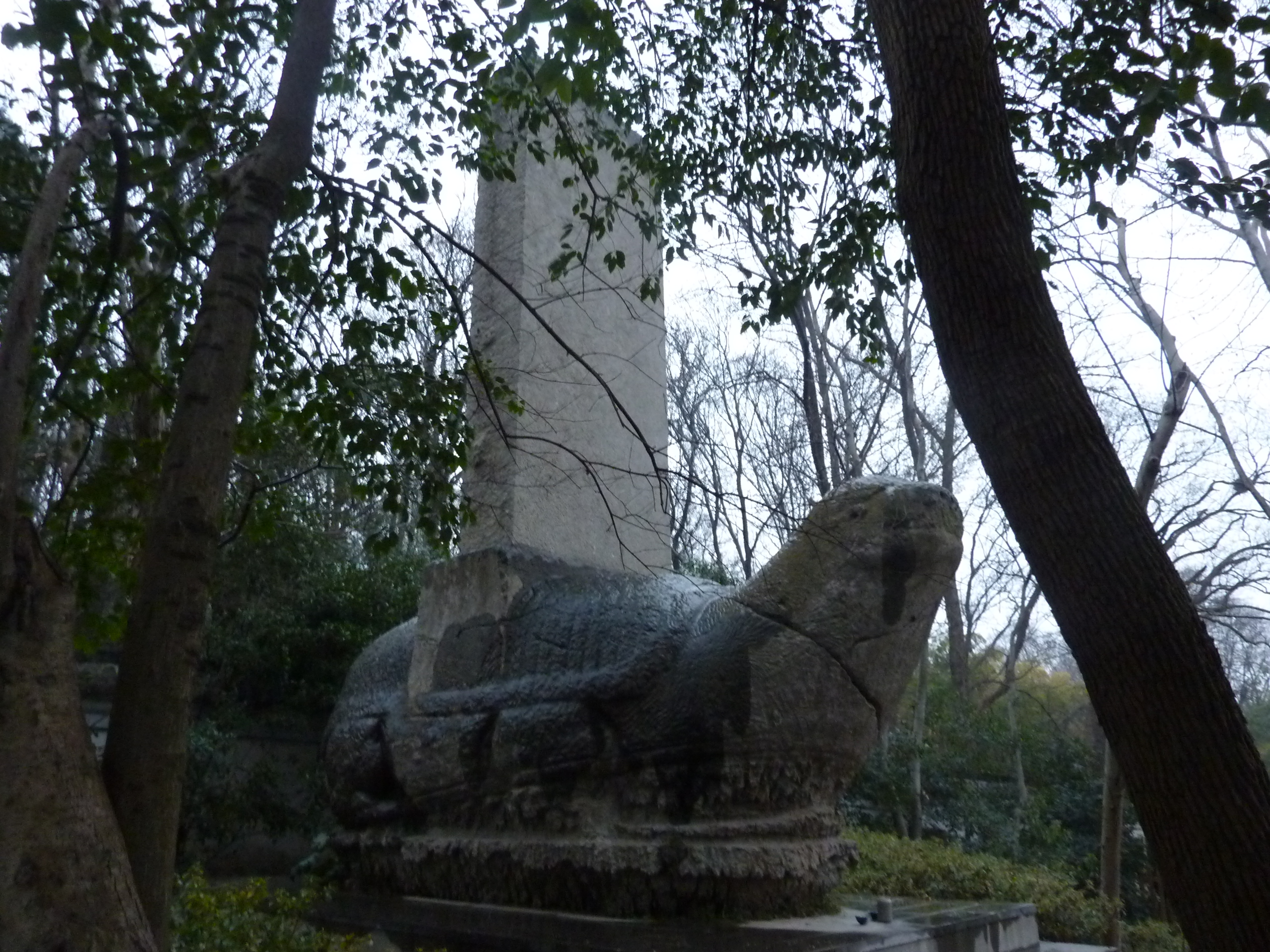
Незаконченная биси со стелой без текста

В 1999 году в овраге среди чайных плантаций, всего лишь в 100 м к юго-востоку от павильона Сыфанчэн была обнаружена незаконченная каменная черепаха, несколько большего размера чем знаменитая черепаха Юнлэ, с трещиной на шее. Неподалёку лежала столь же незаконченная стела без текста. В том же году эта черепаха была перенесена в Парк Культуры Красного Терема (红楼艺文苑, Хунлоу Ивэнь Юань), находящийся непосредственно к востоку от мавзолейного комплекса. По заключения специалистов она, как и другие скульптуры Сяолина — произведение ранней минской эпохи. Однако упоминаний об её изготовлении в письменных источников периода не найдено, и потому цель её изготовления и причины её заброшенности остаются загадкой. На этот счёт было высказано ряд гипотез. Возможно, это была просто первая попытка изготовить черепаху-биси, которую мы теперь видим в Сыфанчэне, но из-за некачественного материала её шея треснула уже во время обработки, и каменотесам пришлось начать всё снова, с другого камня. По другой версии, первоначально строители Сяолина планировали оснастить его двумя такими черепахами, но одна из них осталась незаконченной из-за свержения Чжу Юньвэня его пекинским дядюшкой. В любом случае, эта незаконченная черепаха представляет уникальную возможность ознакомиться с процессом изготовления каменных статуй такого типа минскими скульпторами.

## Влияние
Скульптурные и архитектурные решения, использованные в мазволее Сяолин, были до значительной степени применены и в основанном сыном Чжу Юаньчжана, Чжу Ди (императором Юнлэ) близ Пекина мавзолейном комплексе для себя и своих наследников. Минская монументальная традиция была перенята и маньчжурами, чья Цинская империя поглотила империю Мин в XVII в.
Пять с половиной веков после свержения Чжу Юаньчжаном и его соратниками монгольского ига, создания Империи Мин с переносом столицы из Пекина (Ханбалыка) в Нанкин, китайский народ сверг маньчжурских правителей, провозгласив Китайскую Республику, опять же с переносом столицы из Пекина в Нанкин. Перед своей смертью в 1925 году первый президент Китайской Республики Сунь Ят-сен выразил то же желание, что и основатель Минской империи: быть похороненным на горе Цзыцзиньшань — но не под курганом, а в современном мавзолее на манер ленинского. Со вполне очевидным символизмом, мавзолей для отца-основателя республики был в сжатые сроки возведен в километре к востоку от Сяолина.